# Малий сімейний автомобіль

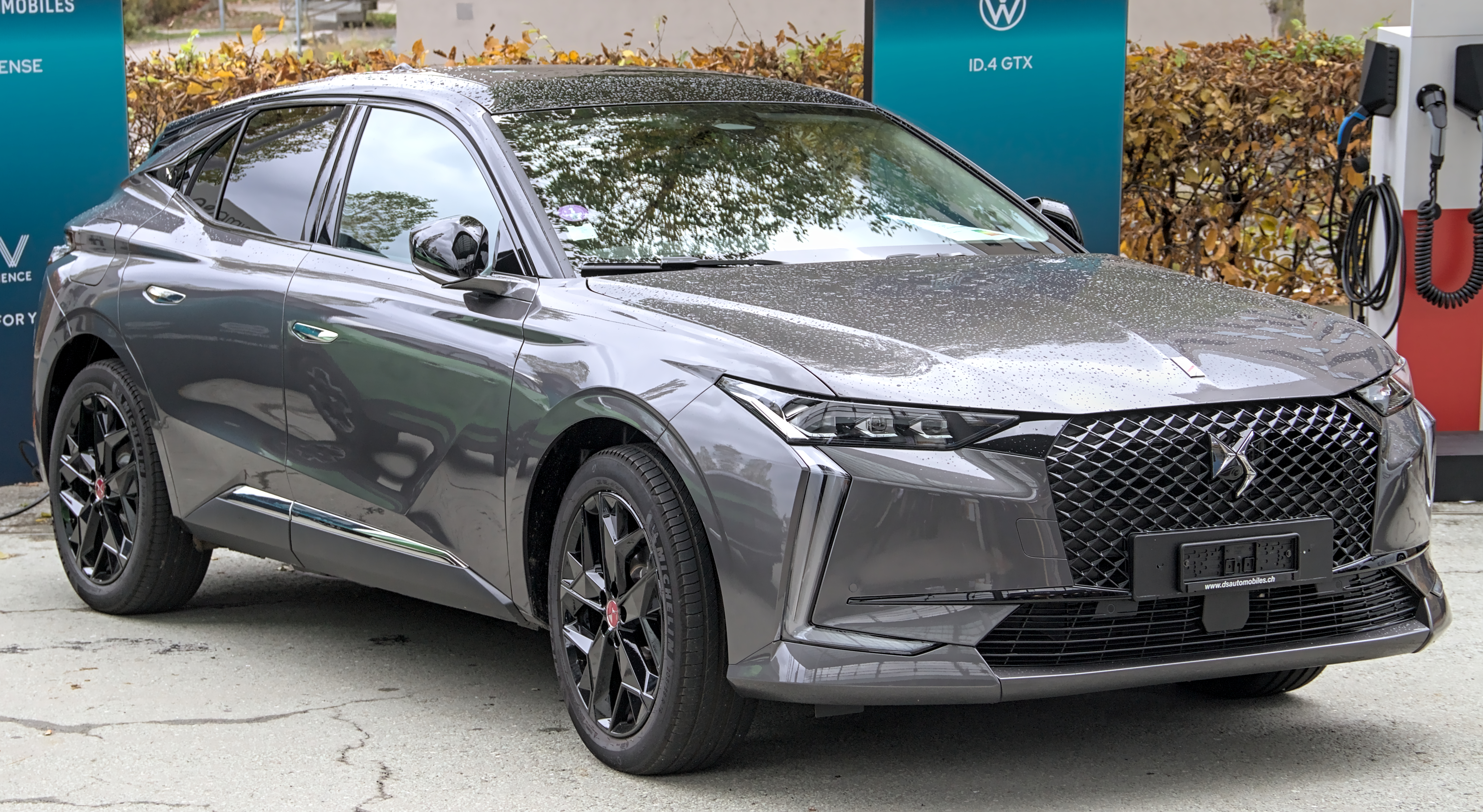
DS4

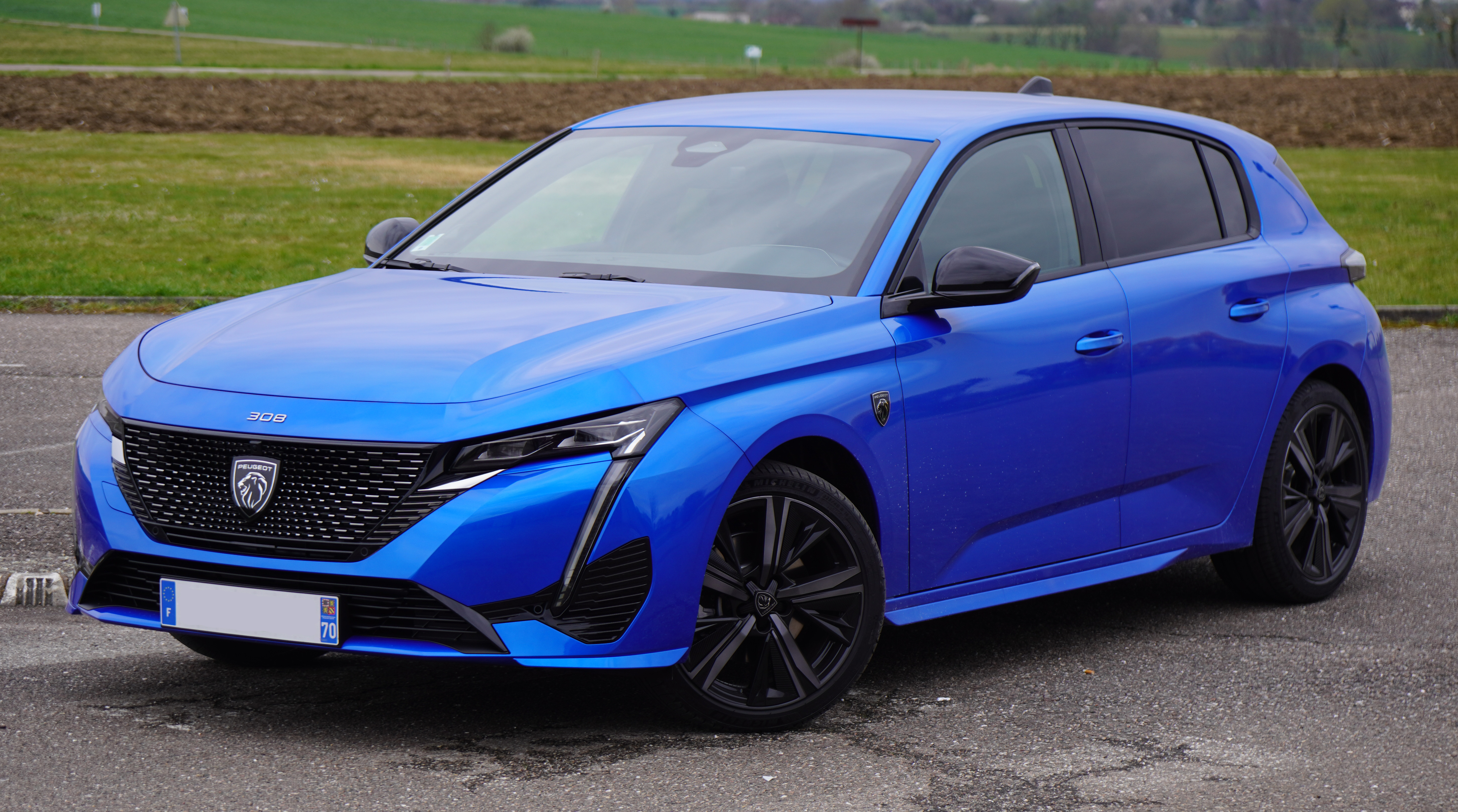
Peugeot 308 C (Європейський автомобіль року 2021)

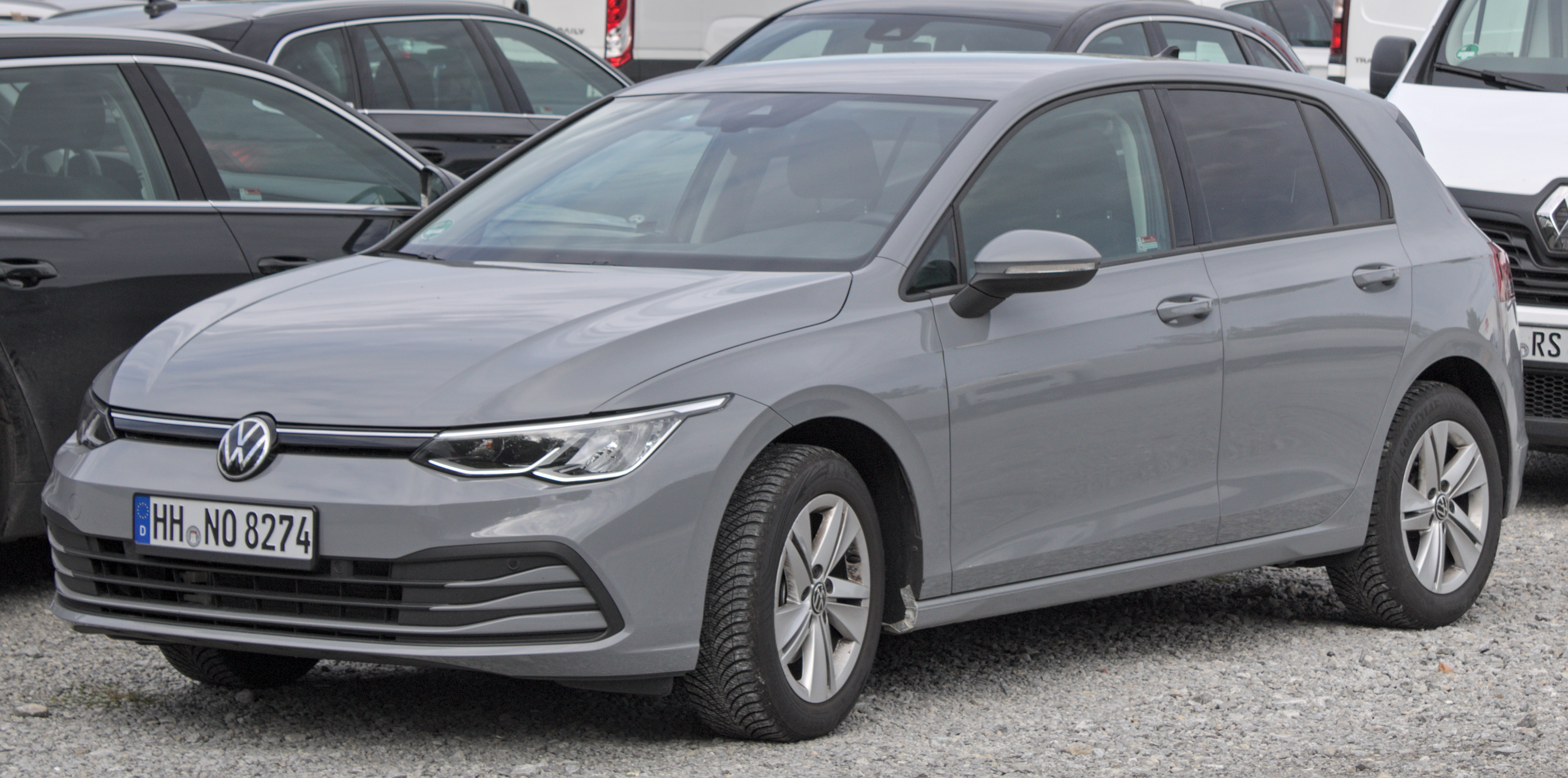
Volkswagen Golf 8 (2019)

Малий сімейний автомобіль або компактний автомобіль (клас C, англ. Compact car, small family car, нім. Kompaktwagen, Kompaktklasse) — це клас автомобілів, що вміщується між суперміні та сімейним автомобілем.
Наразі, автомобілі класу C мають довжину між 4200 мм та 4350 мм для хетчбеків, та між 4400 мм і 4550 мм для кабріолетів, седанів або універсалів. Багатоцільові машини та SUV, що базуються на малих сімейних автомобілях, називаються малі MPV та малі SUV, відповідно, стали популярними з ранніх 1990-х.
Зазвичай, використовуються двигуни від 1,6 до 2,0 літрів, й бензинові, й дизельні, діапазон потужностей — 100—150 к. с. Деякі моделі устатковані економічними 1,4-літровими двигунами. Існують моделі з високими характеристиками («гарячі хетчі»), вони обладнані або турбованими дволітровими агрегатами, або навіть 3,2-літровими V6, у них діапазон потужностей варіюється від 170 до 260 к. с.
Автомобілі цього класу дуже успішні в різноманітних автоперегонах. Наприклад, із 1987 по 2010, у Чемпіонаті світу з ралі автомобілі C-класу вигравали особистий чемпіонат 22 рази із 24, а кубок конструкторів — 21 раз.
Переважна більшість автомобілів цього класу використовують FF-компоновку, із переднім розташуванням двигуна і переднім приводом. Деяка кількість обладнана системами повного приводу, наприклад Subaru Impreza, а отже мають компонування F4.

## Моделі

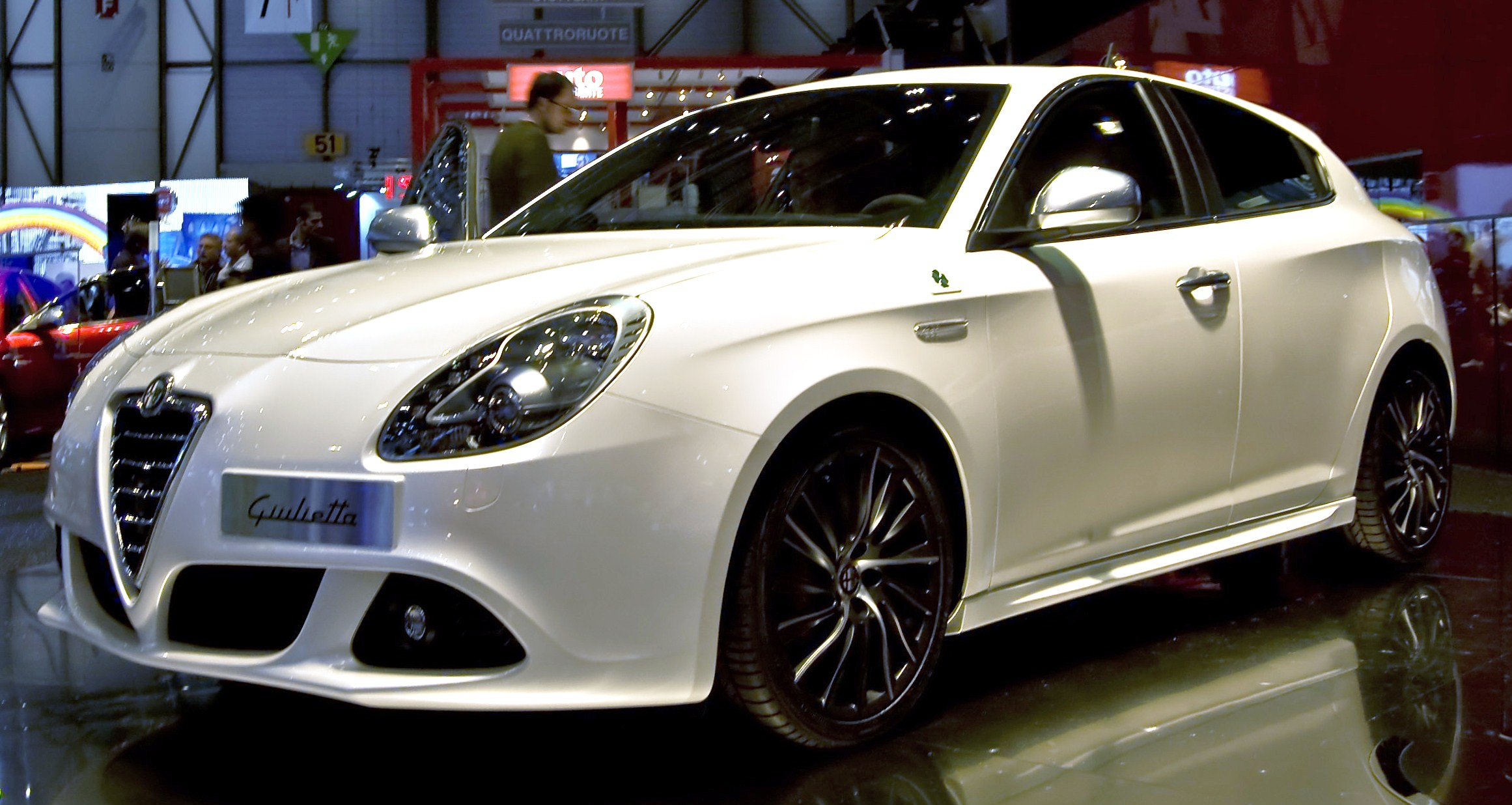
Alfa Romeo Giulietta
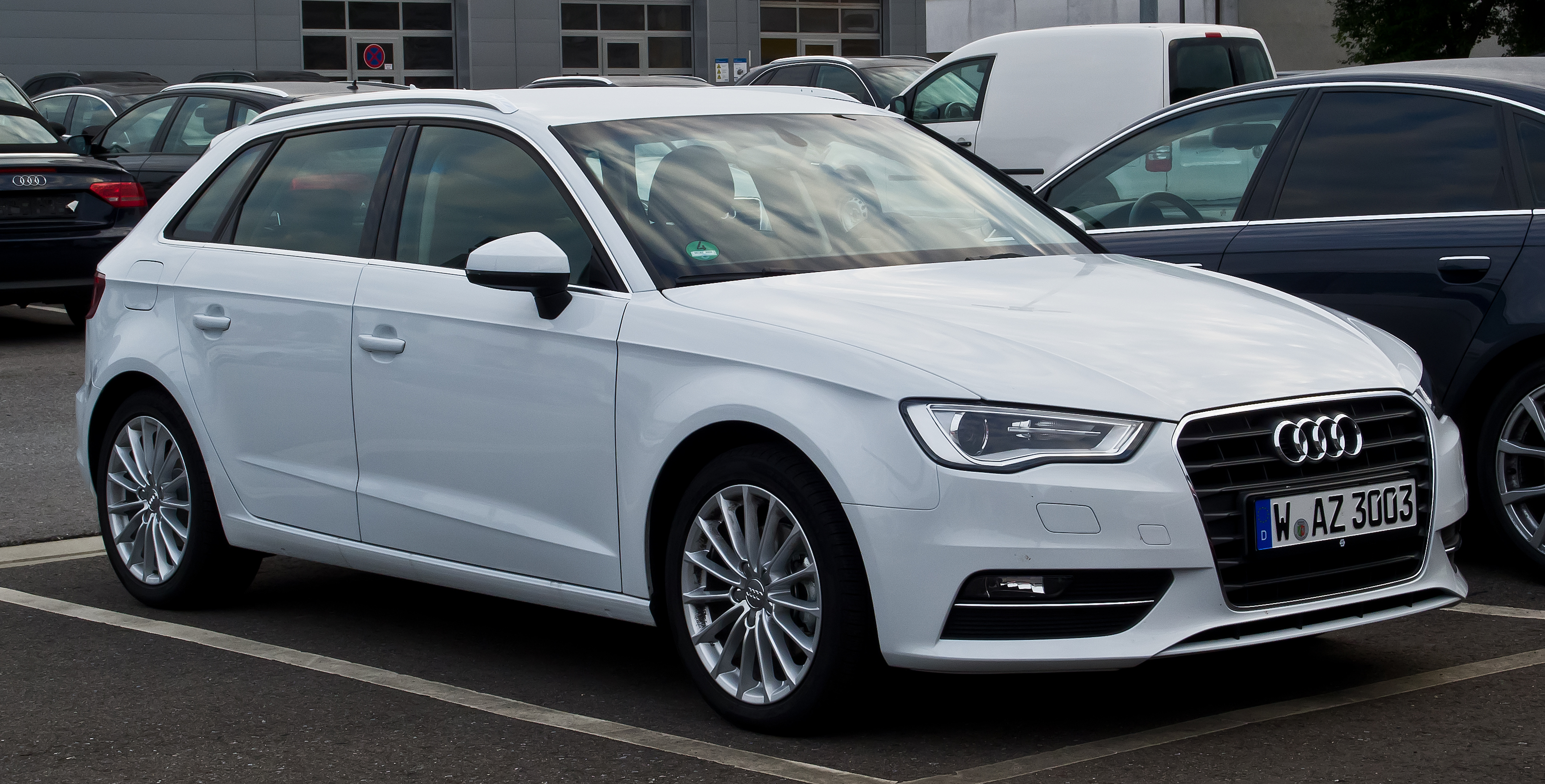
Audi A3
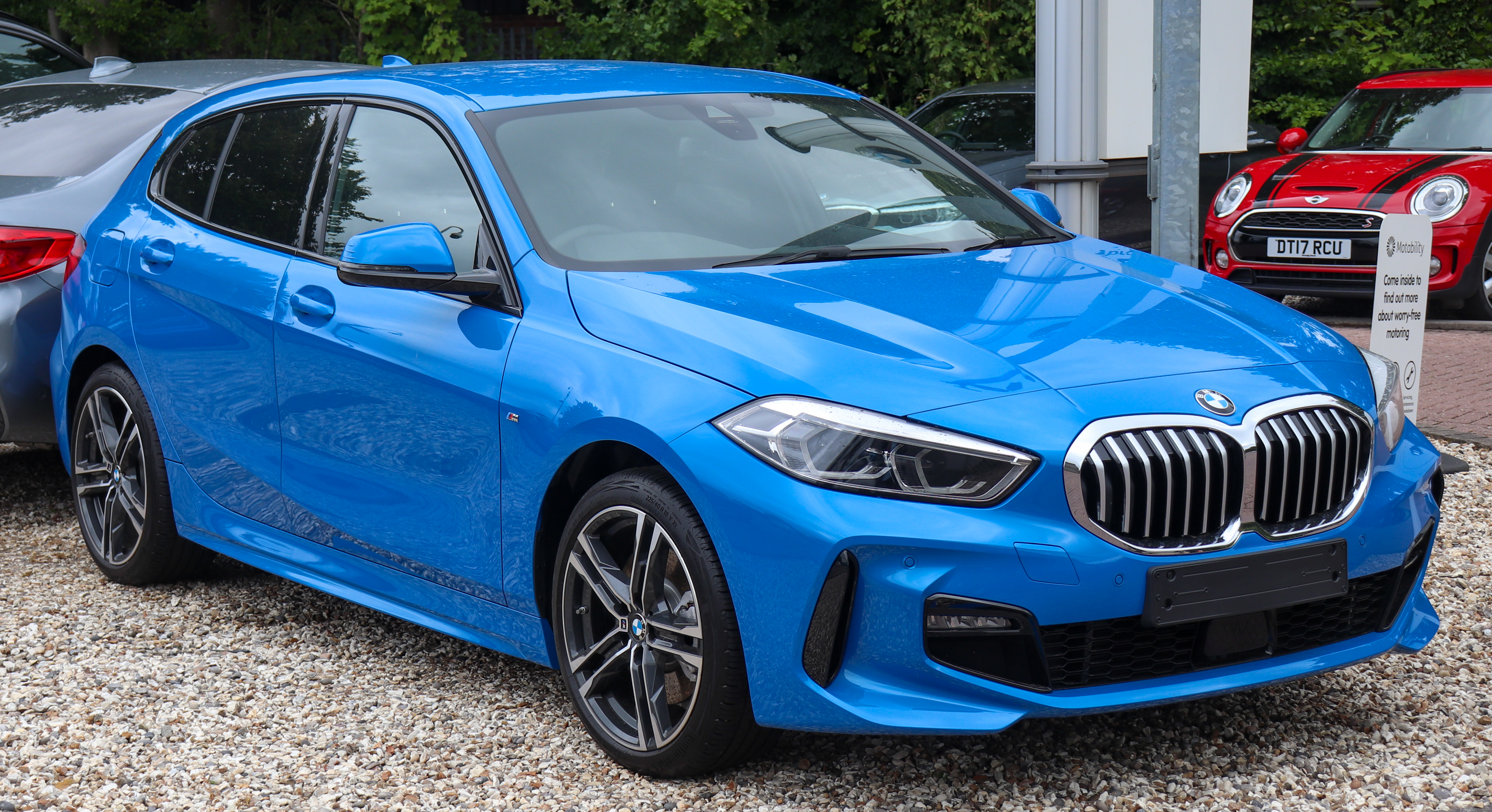
BMW 1 Серії
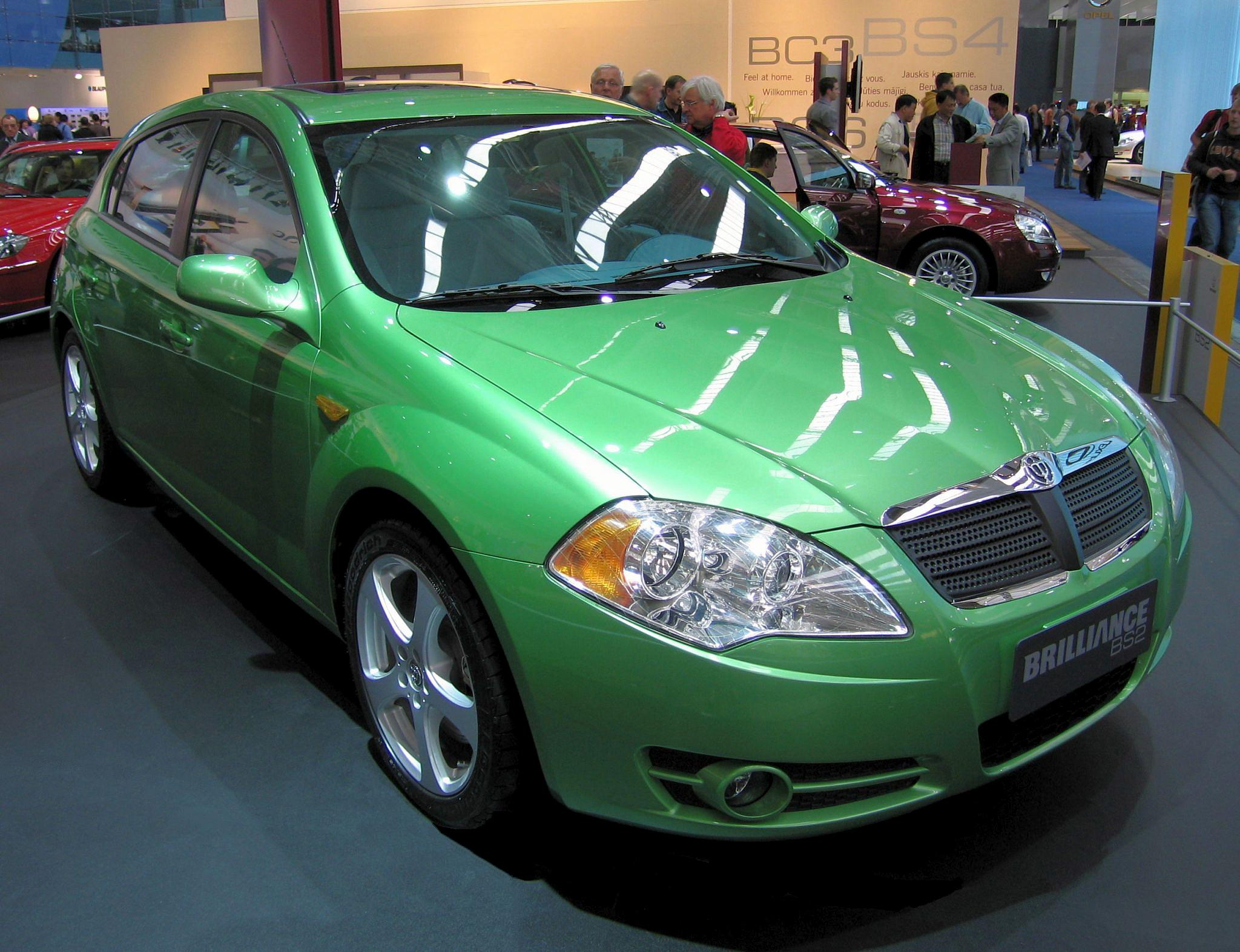
Brilliance BS2(інші мови)
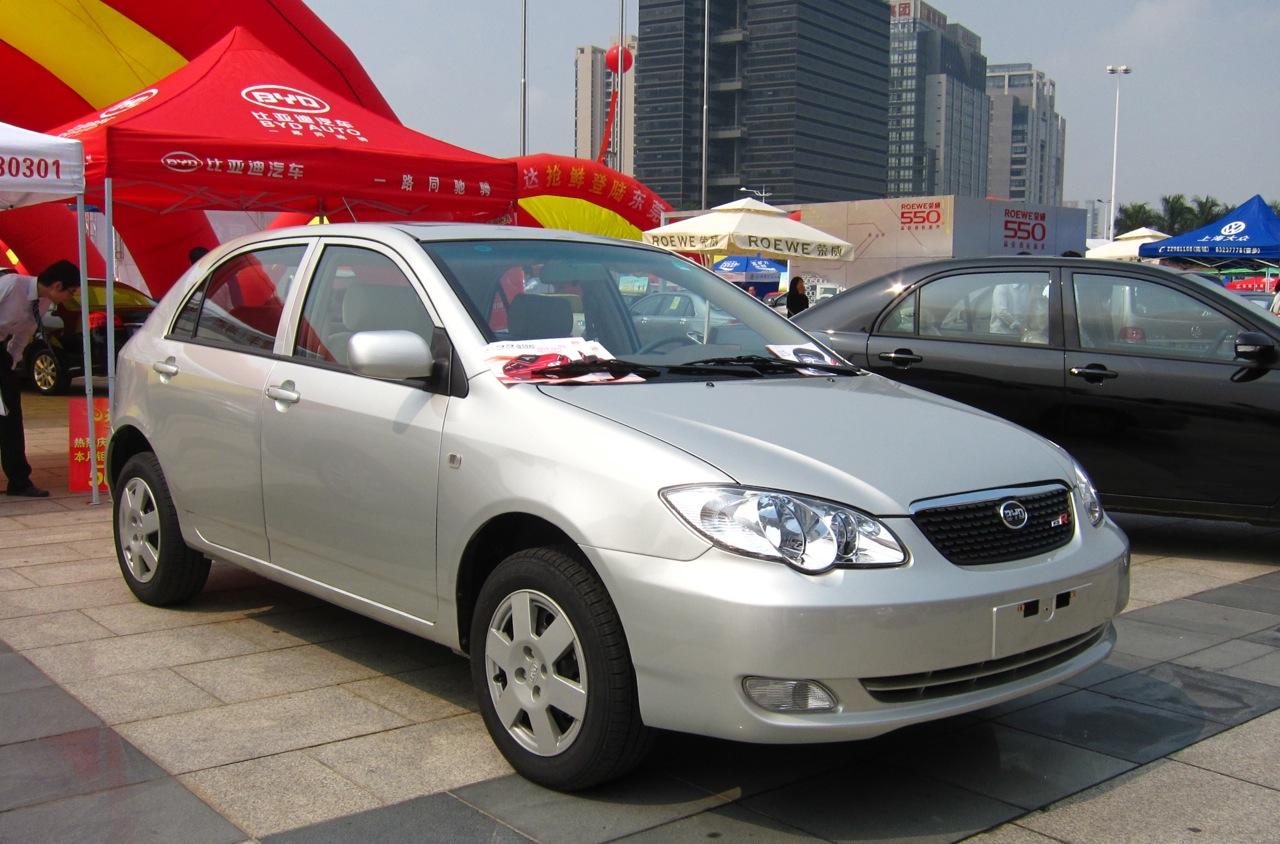
BYD F3
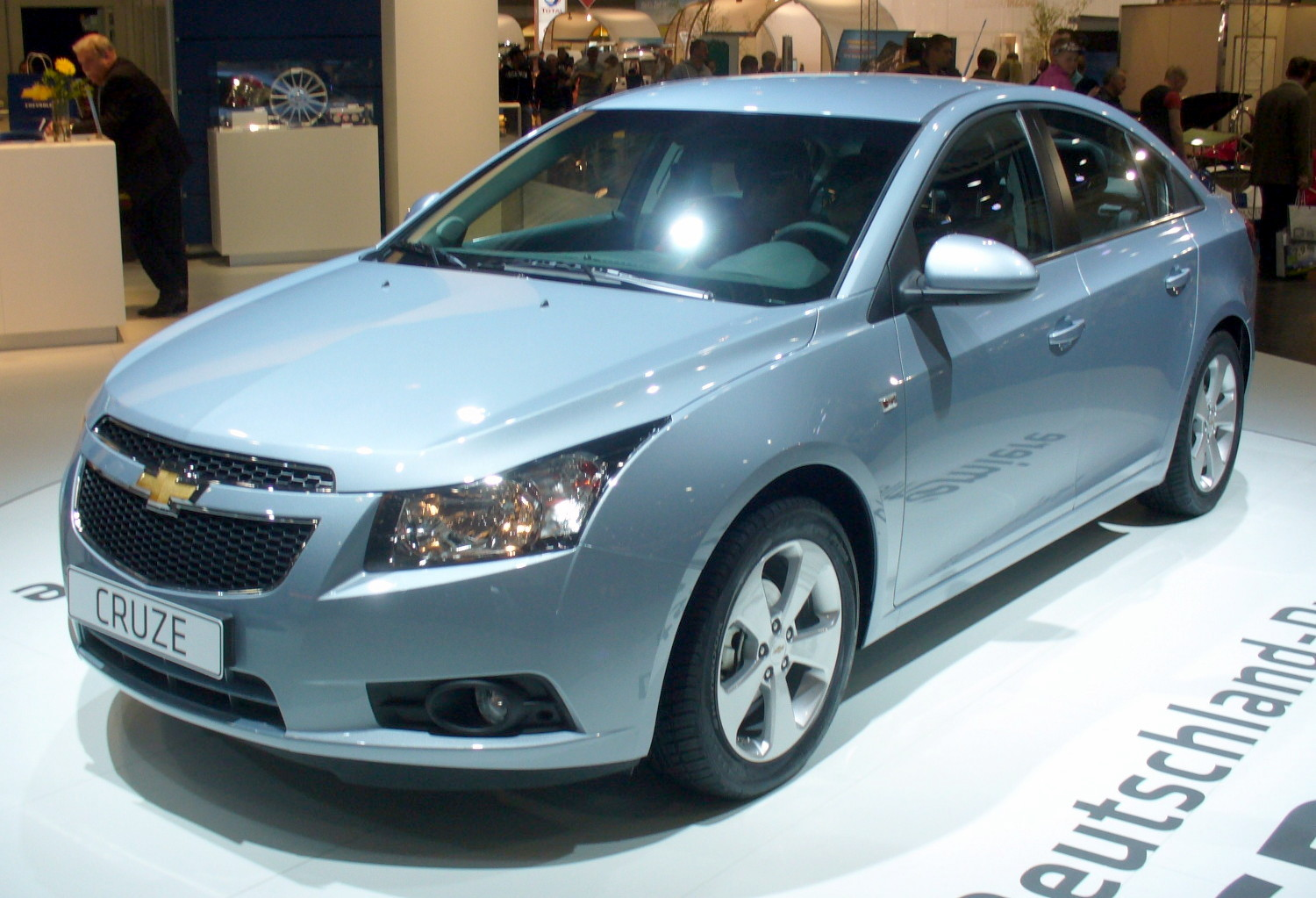
Chevrolet Cruze
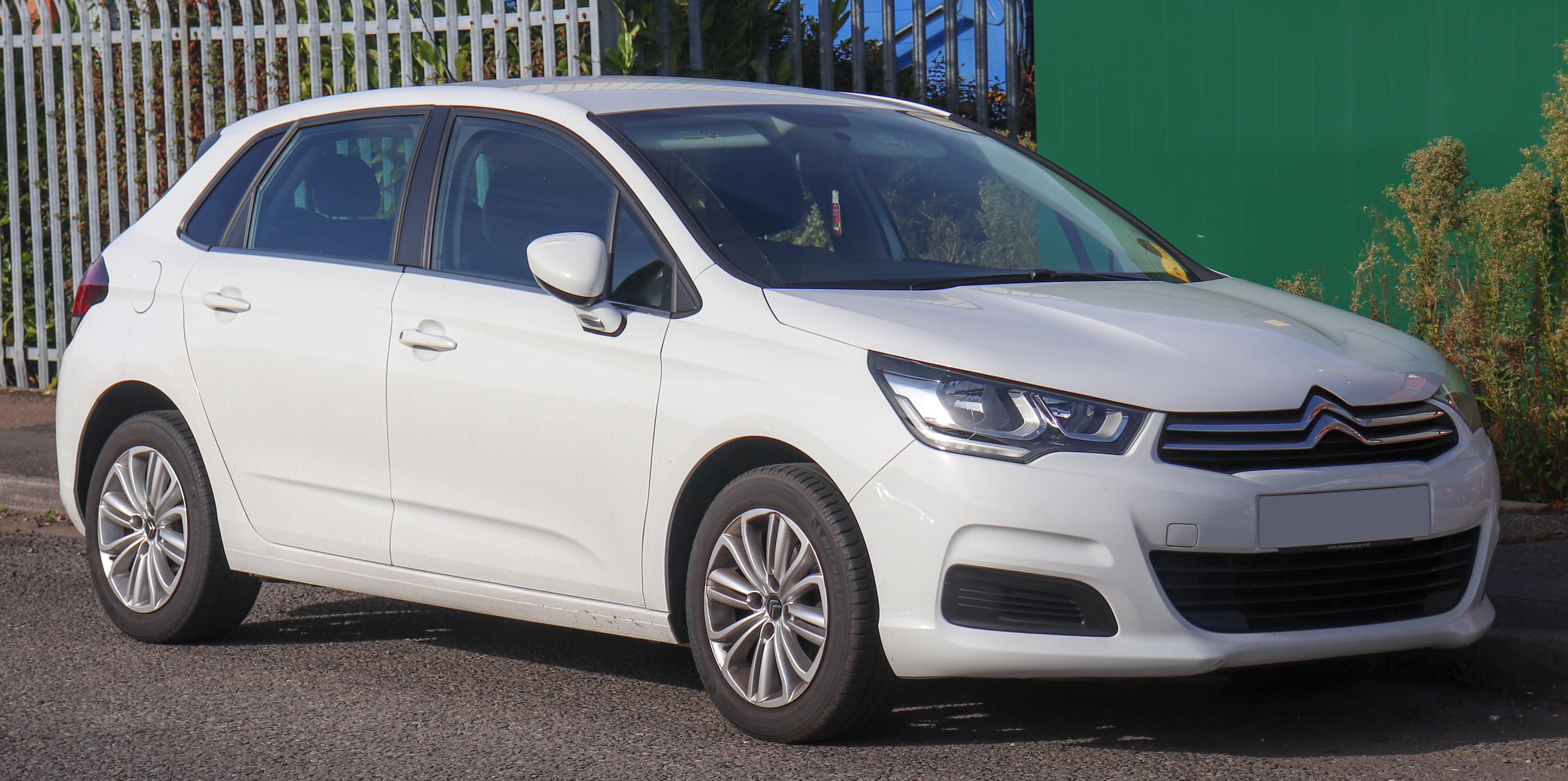
Citroën C4
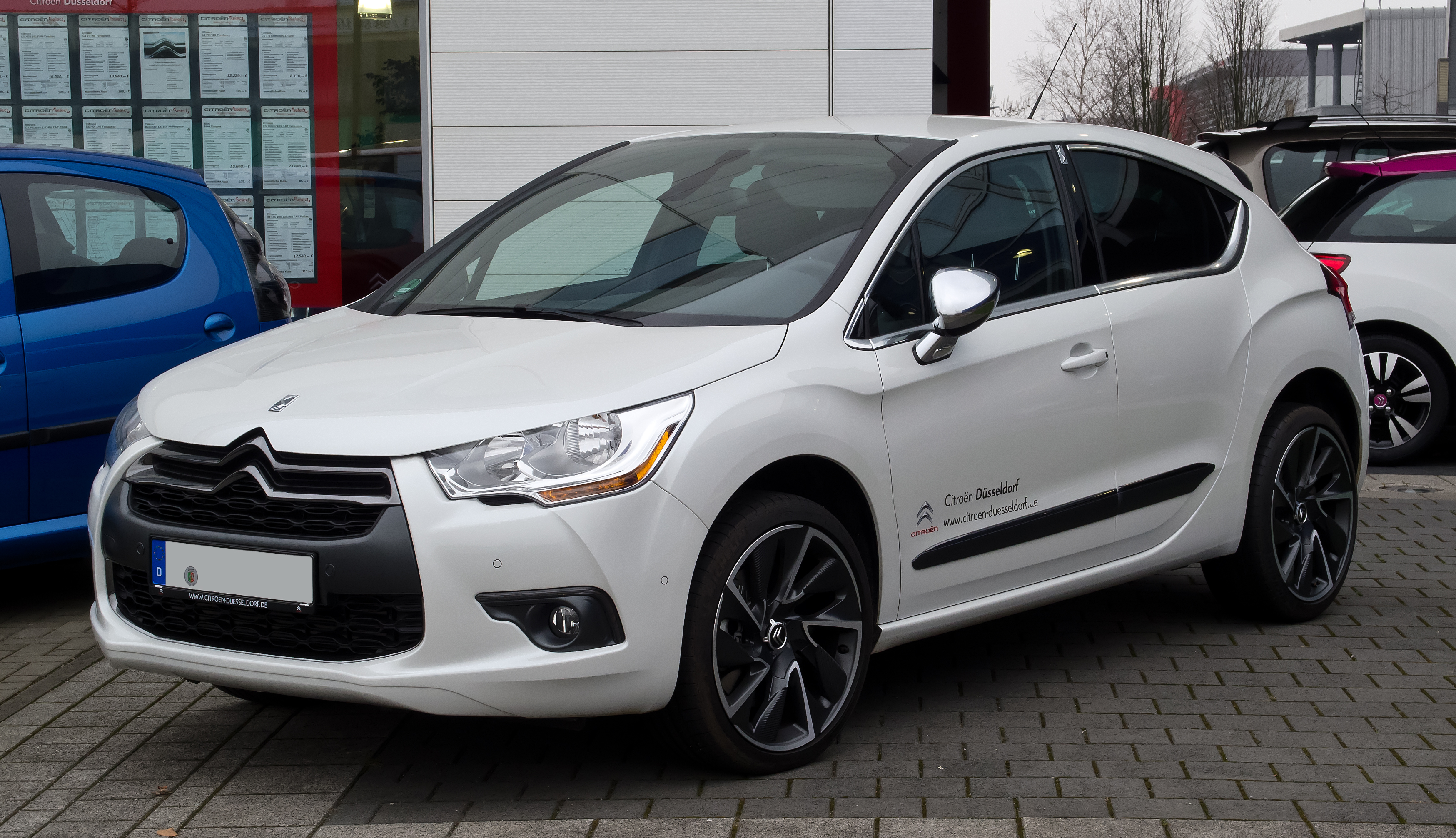
Citroën DS4
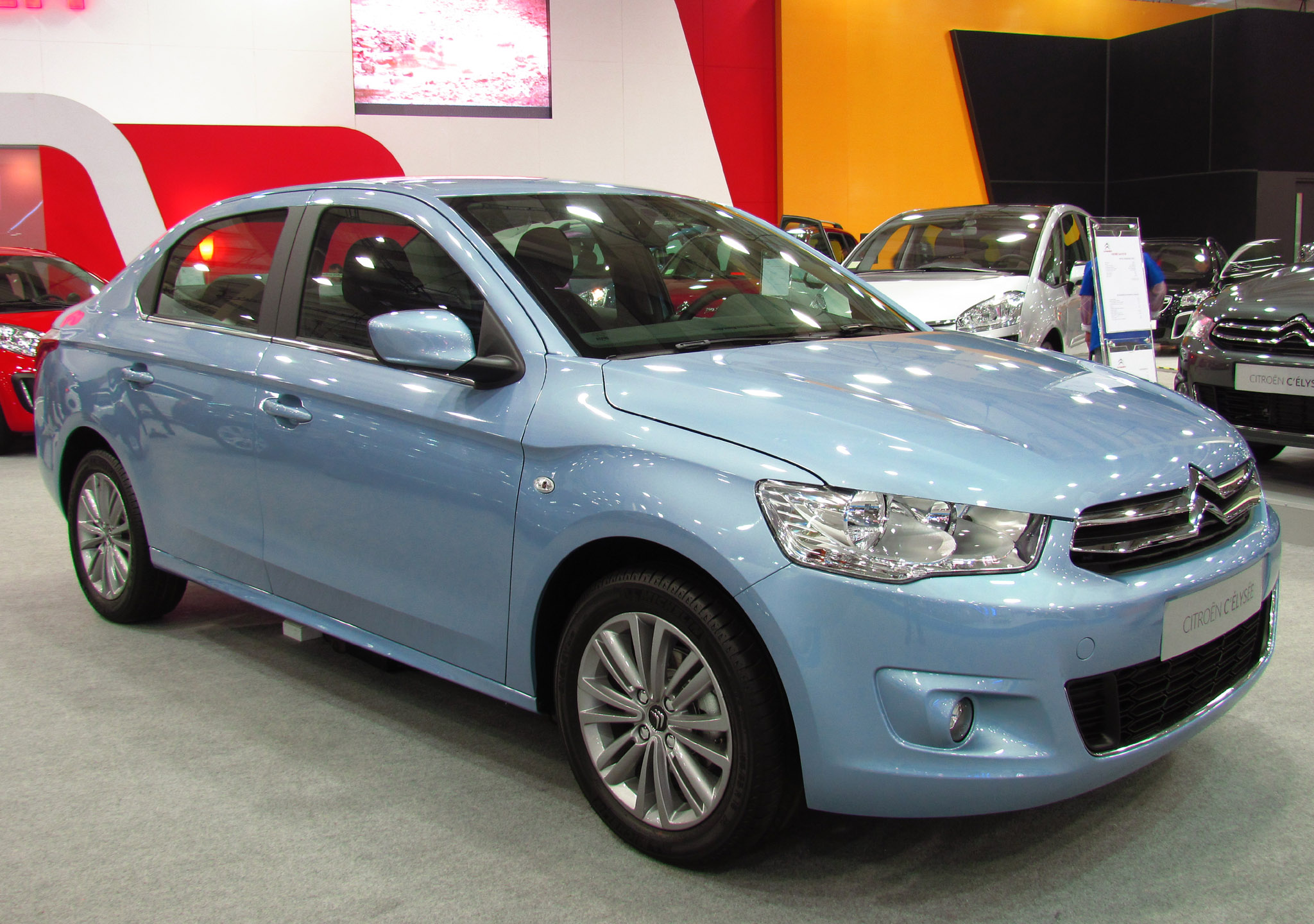
Citroën C-Elysée
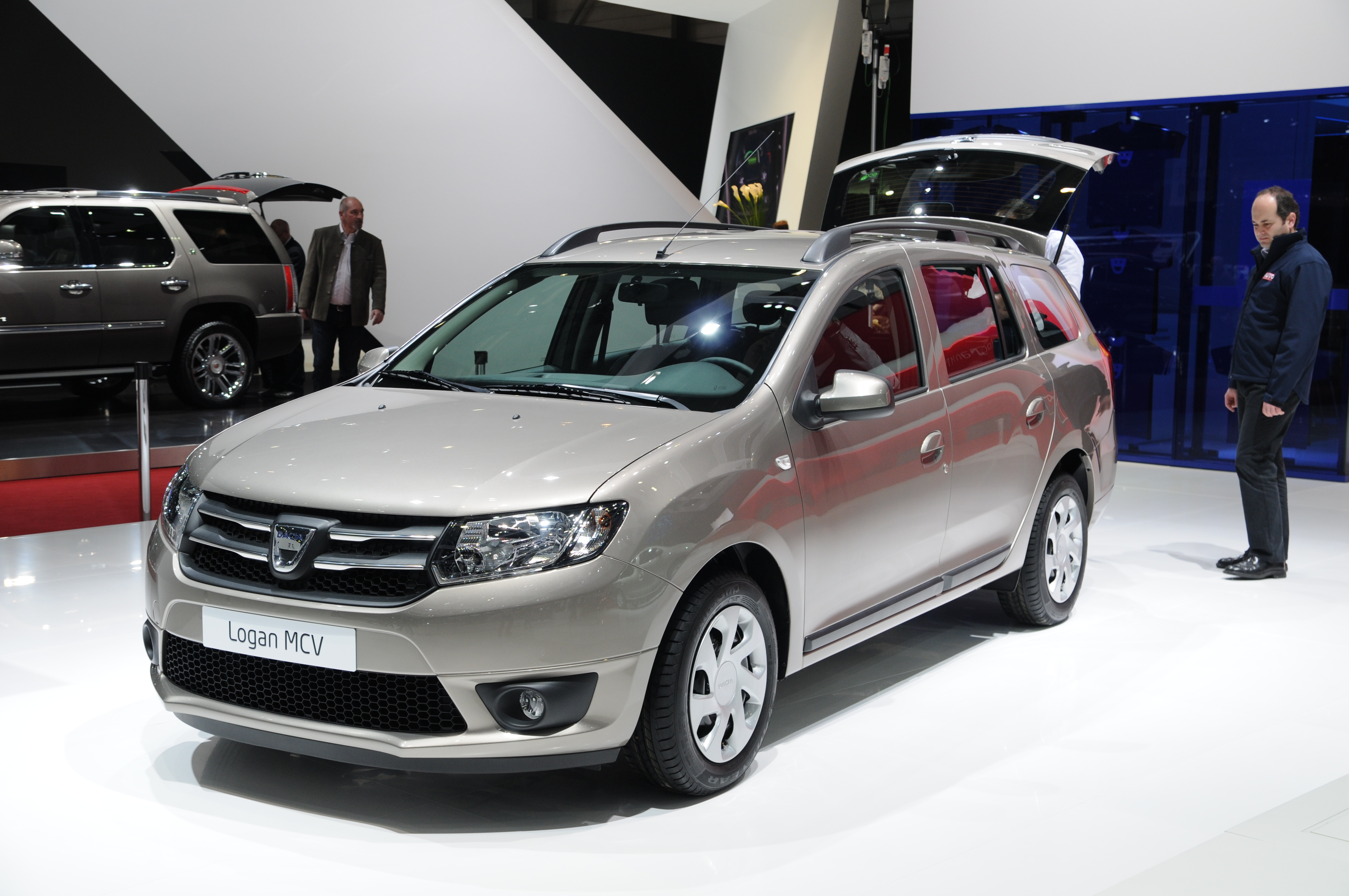
Dacia Logan
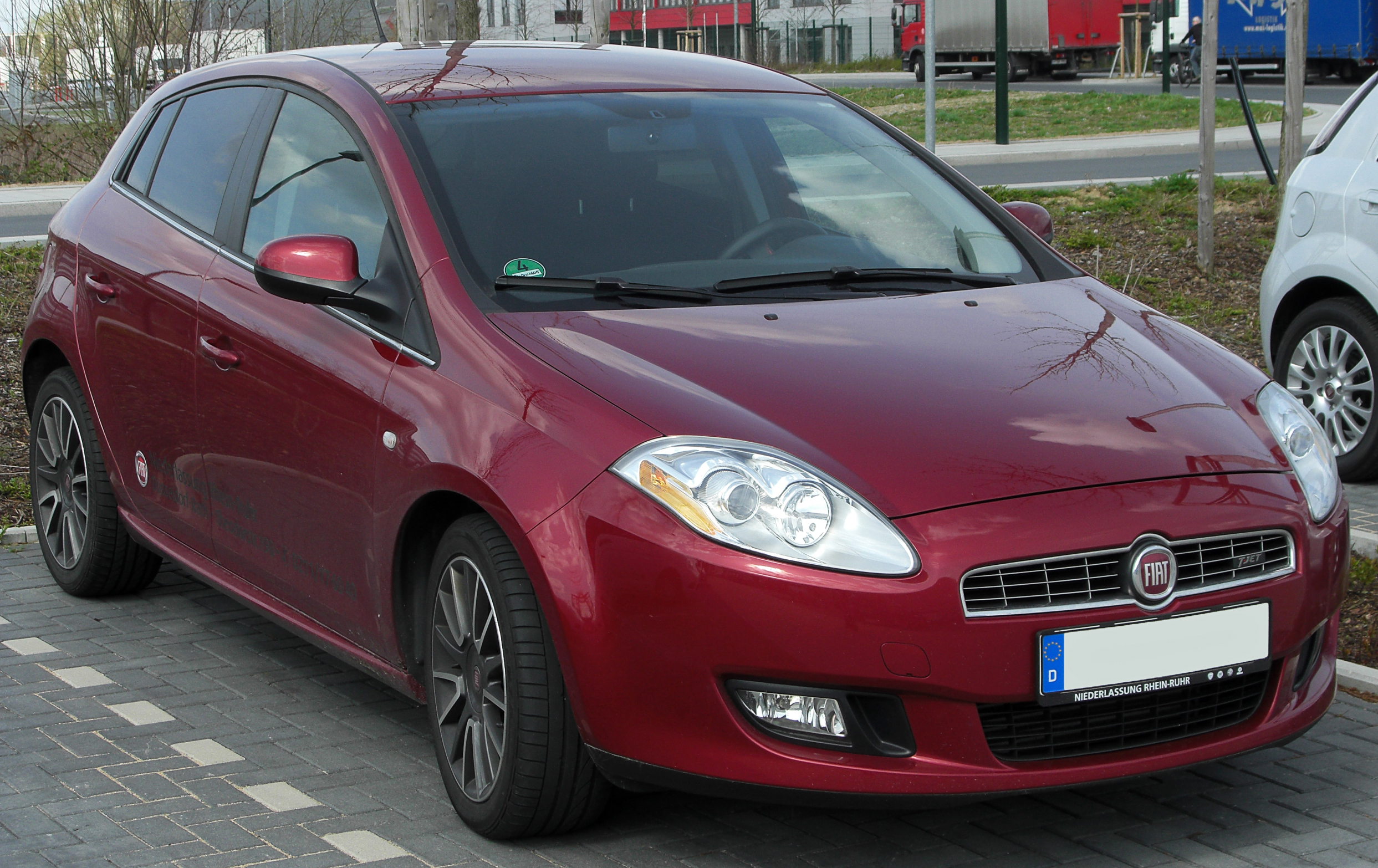
Fiat Bravo
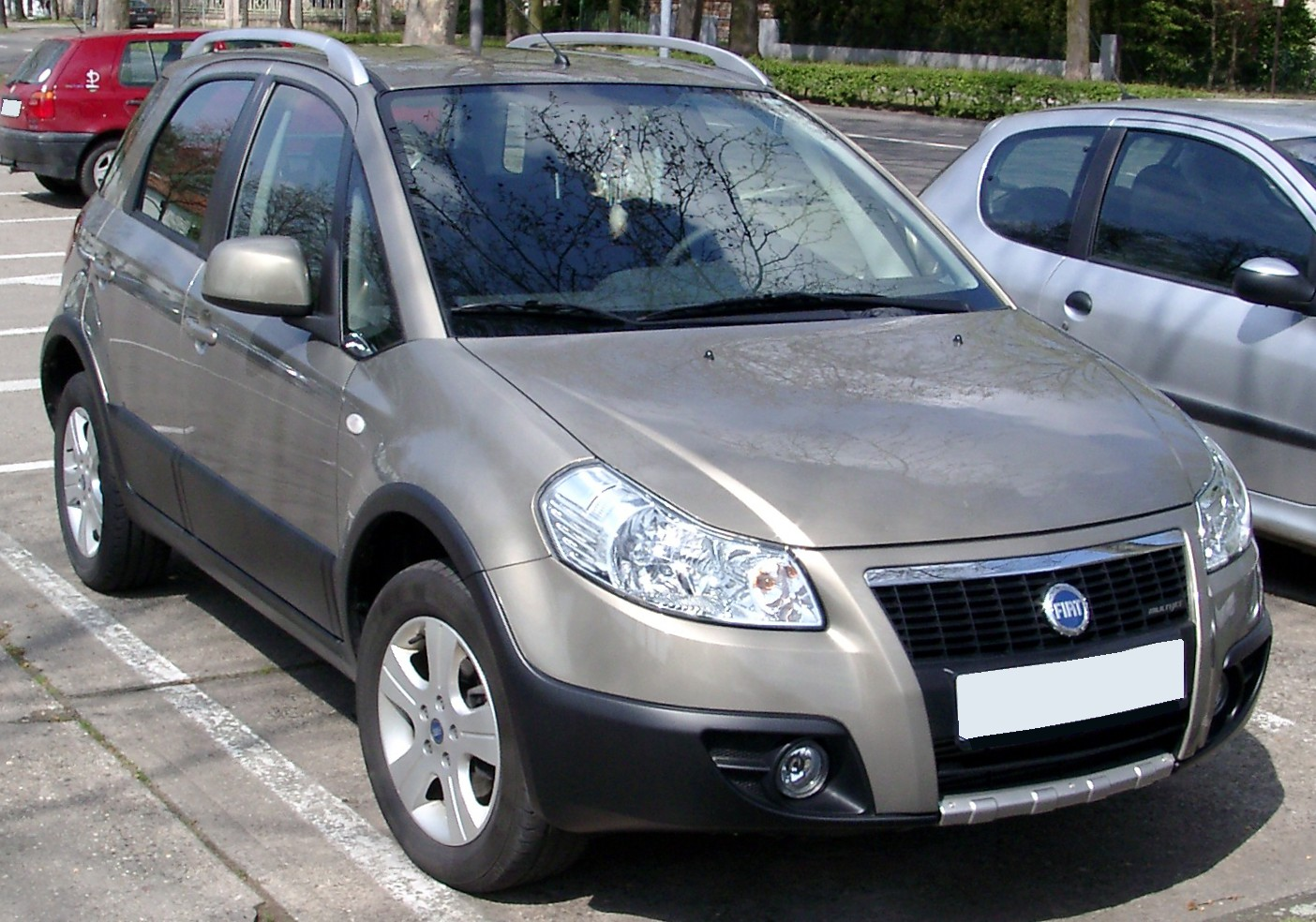
Fiat Sedici
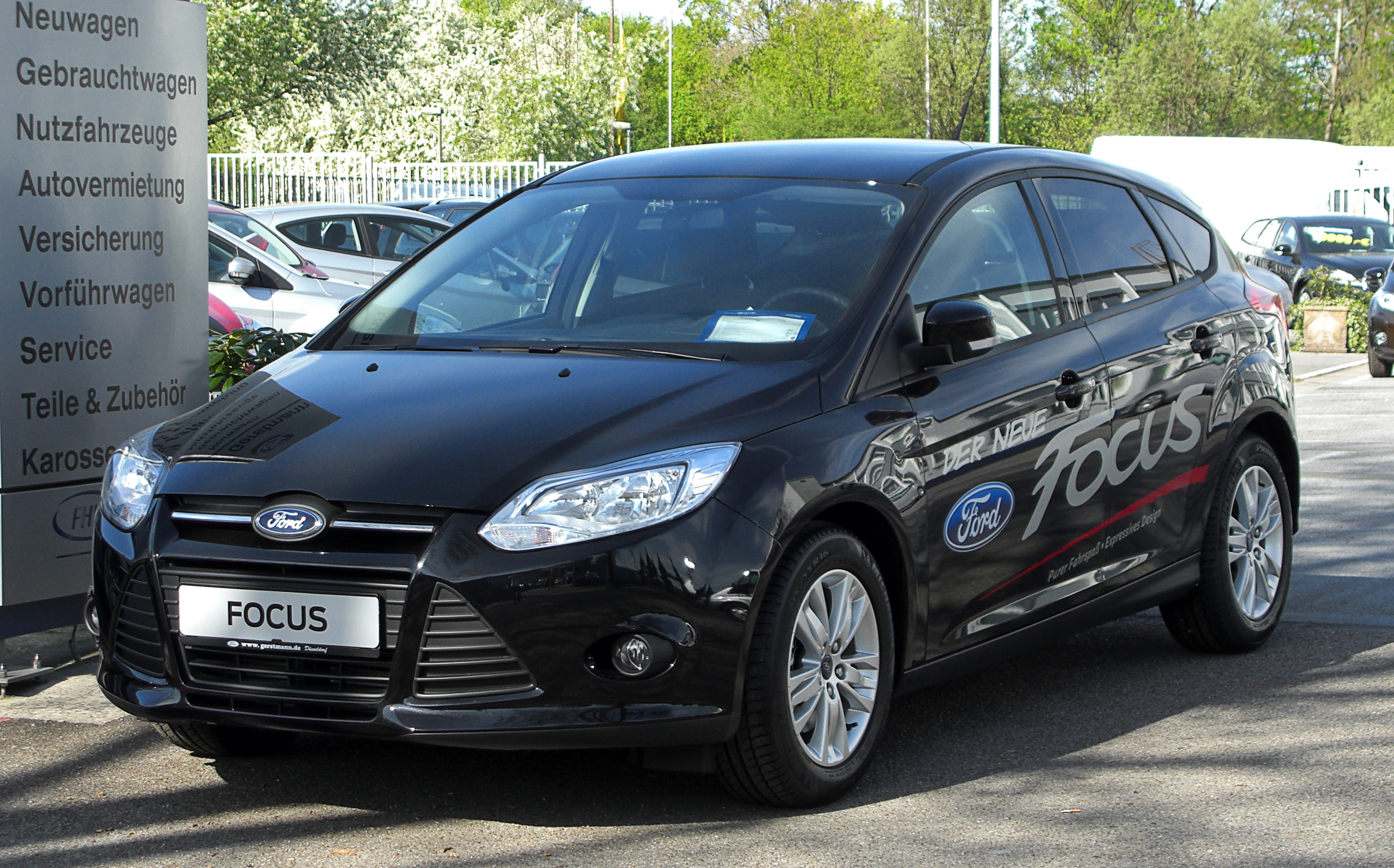
Ford Focus
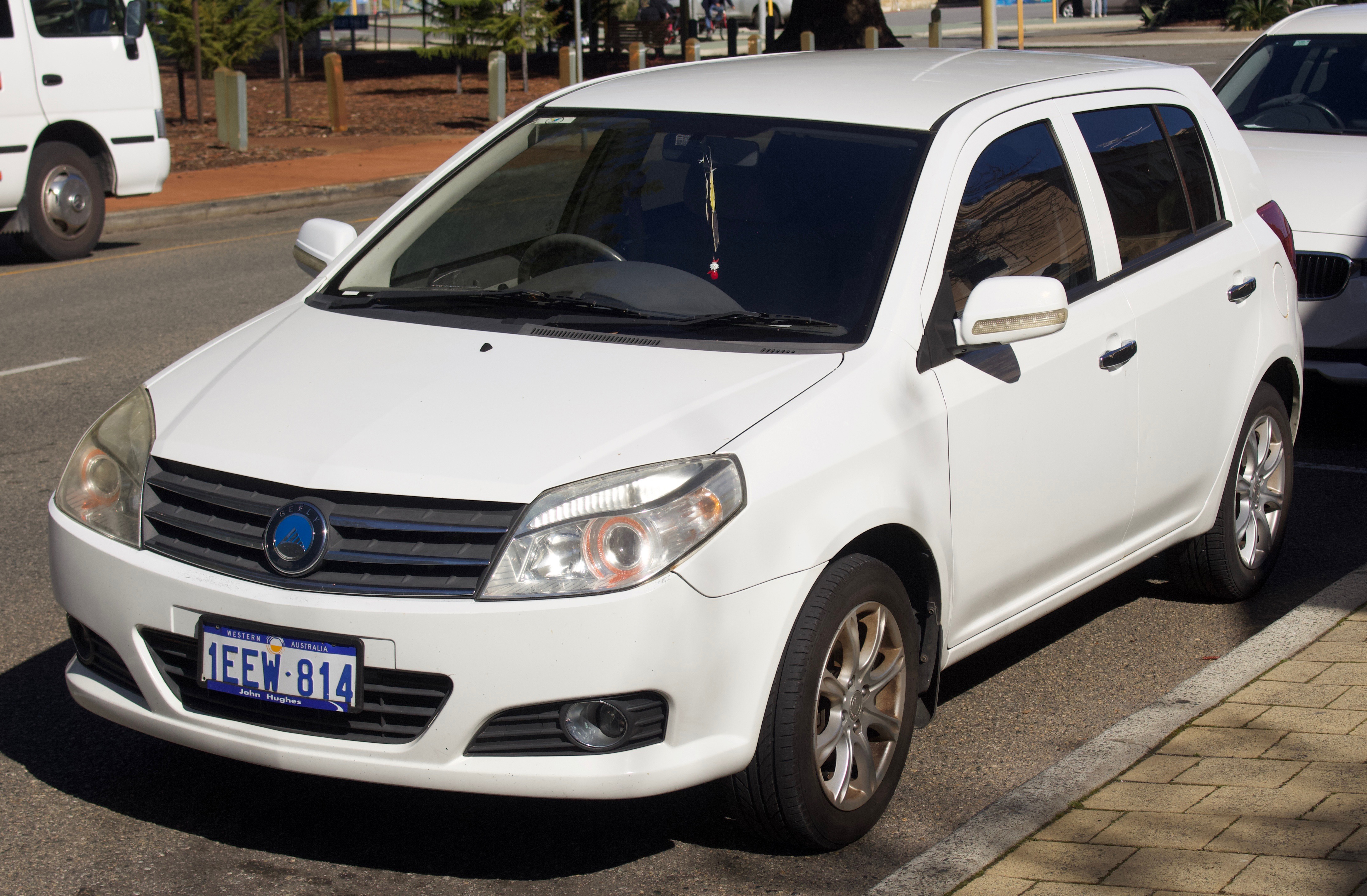
Geely MK
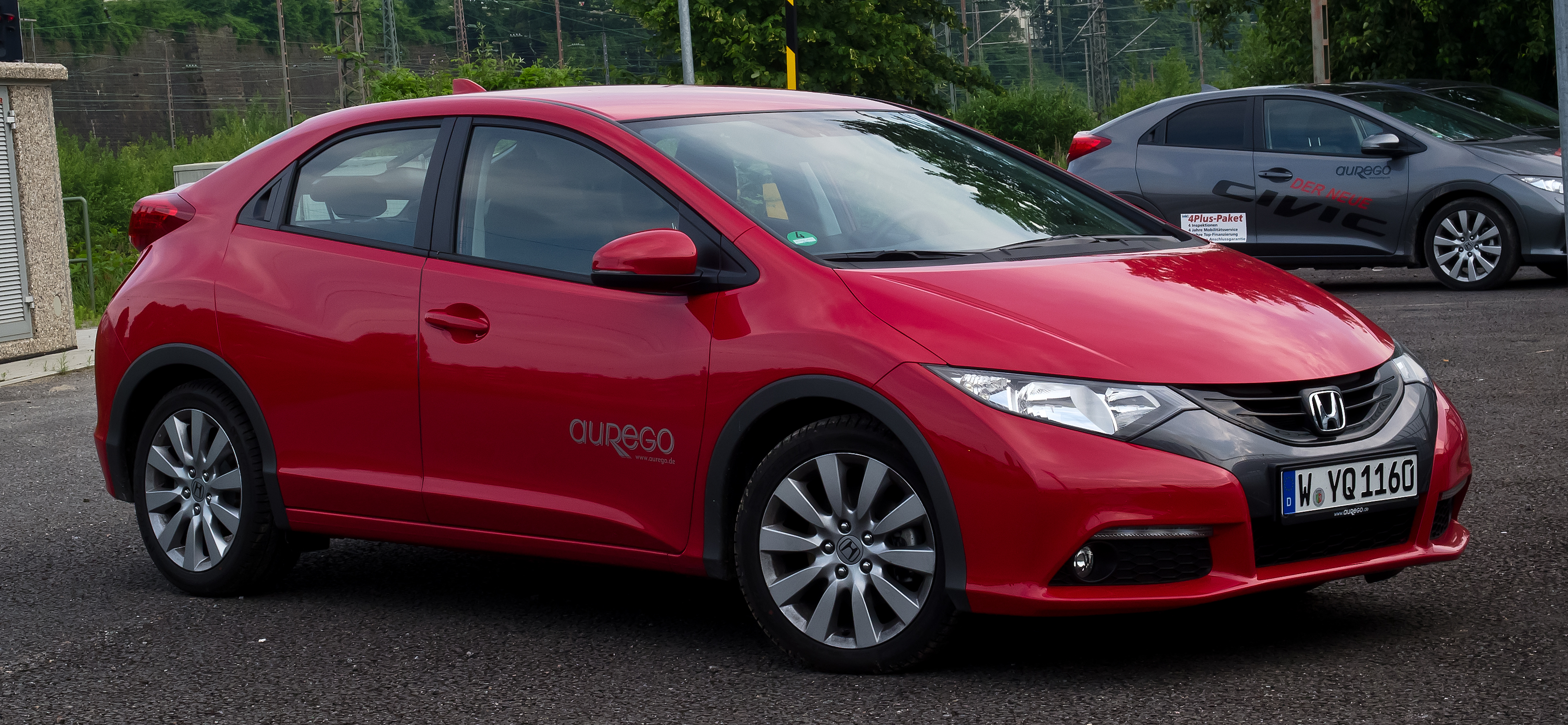
Honda Civic
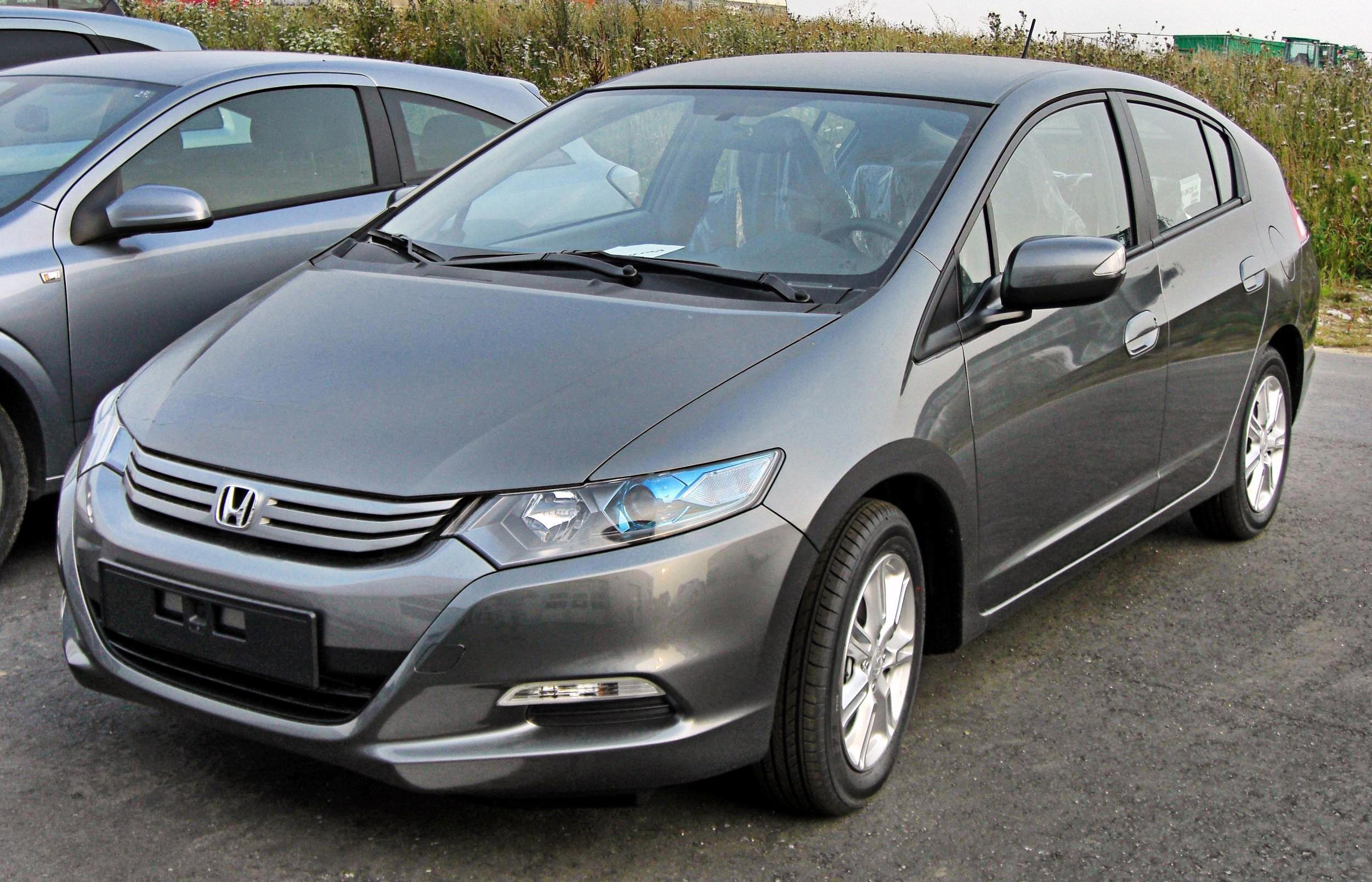
Honda Insight
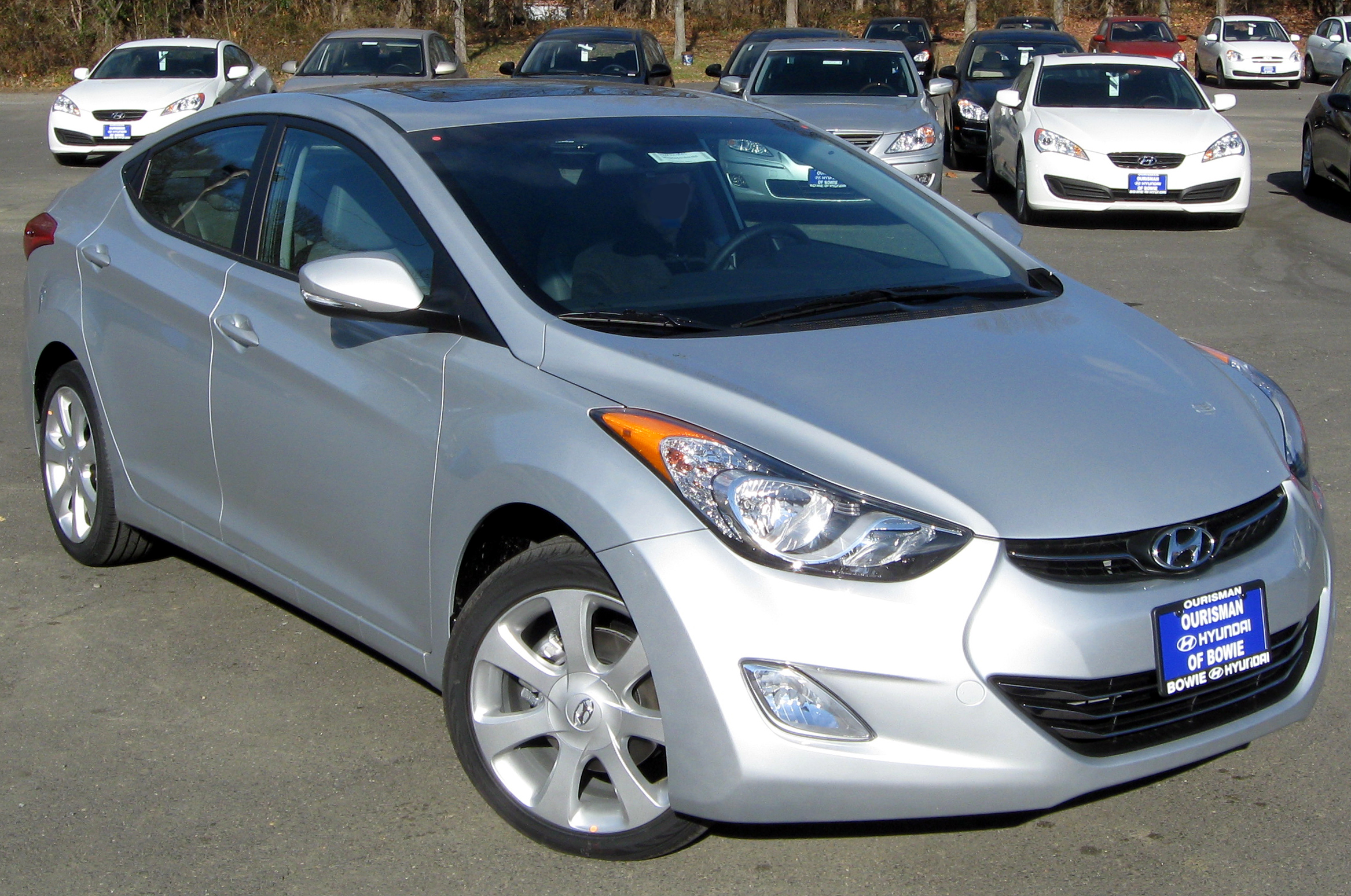
Hyundai Elantra
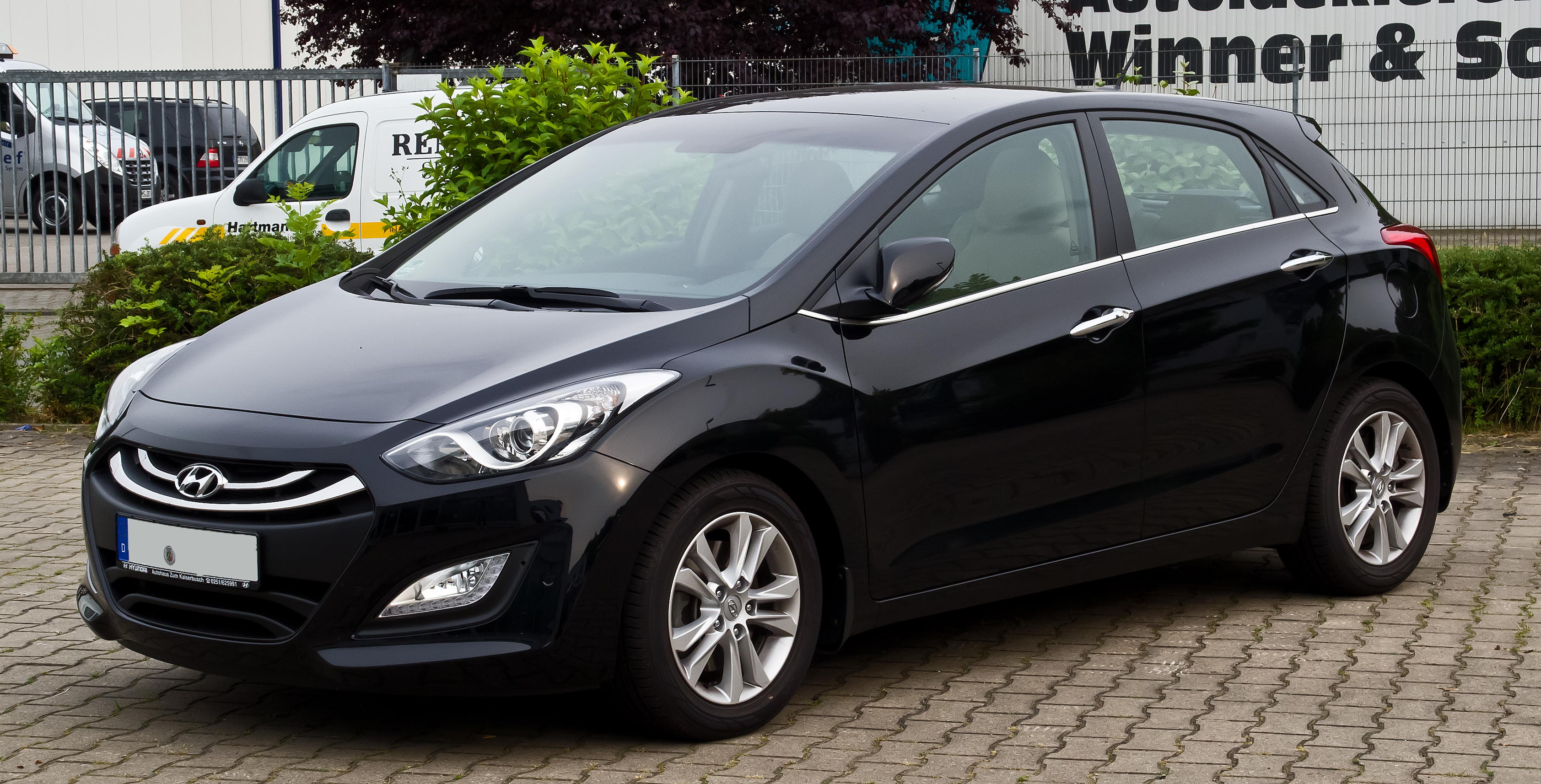
Hyundai i30
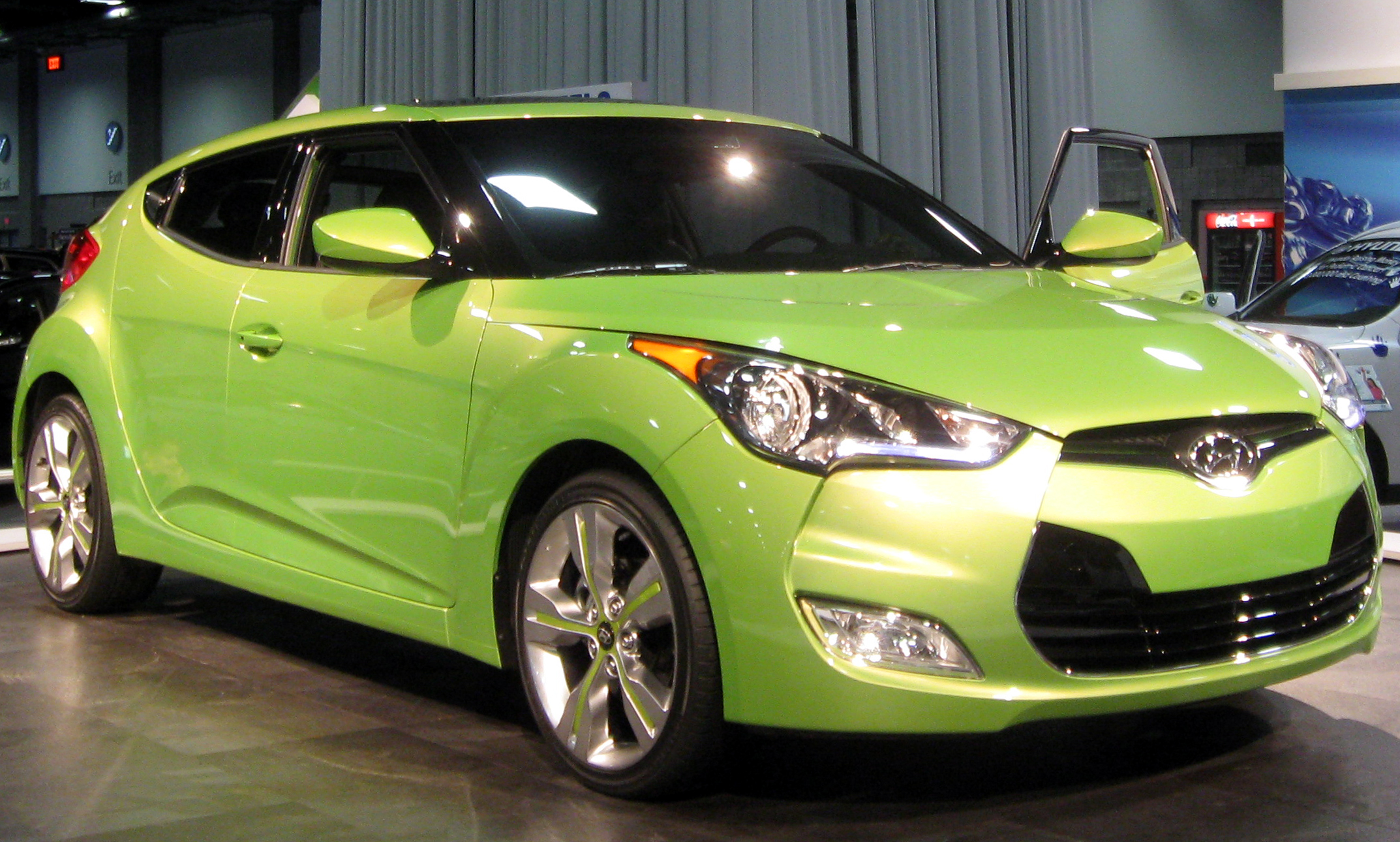
Hyundai Veloster
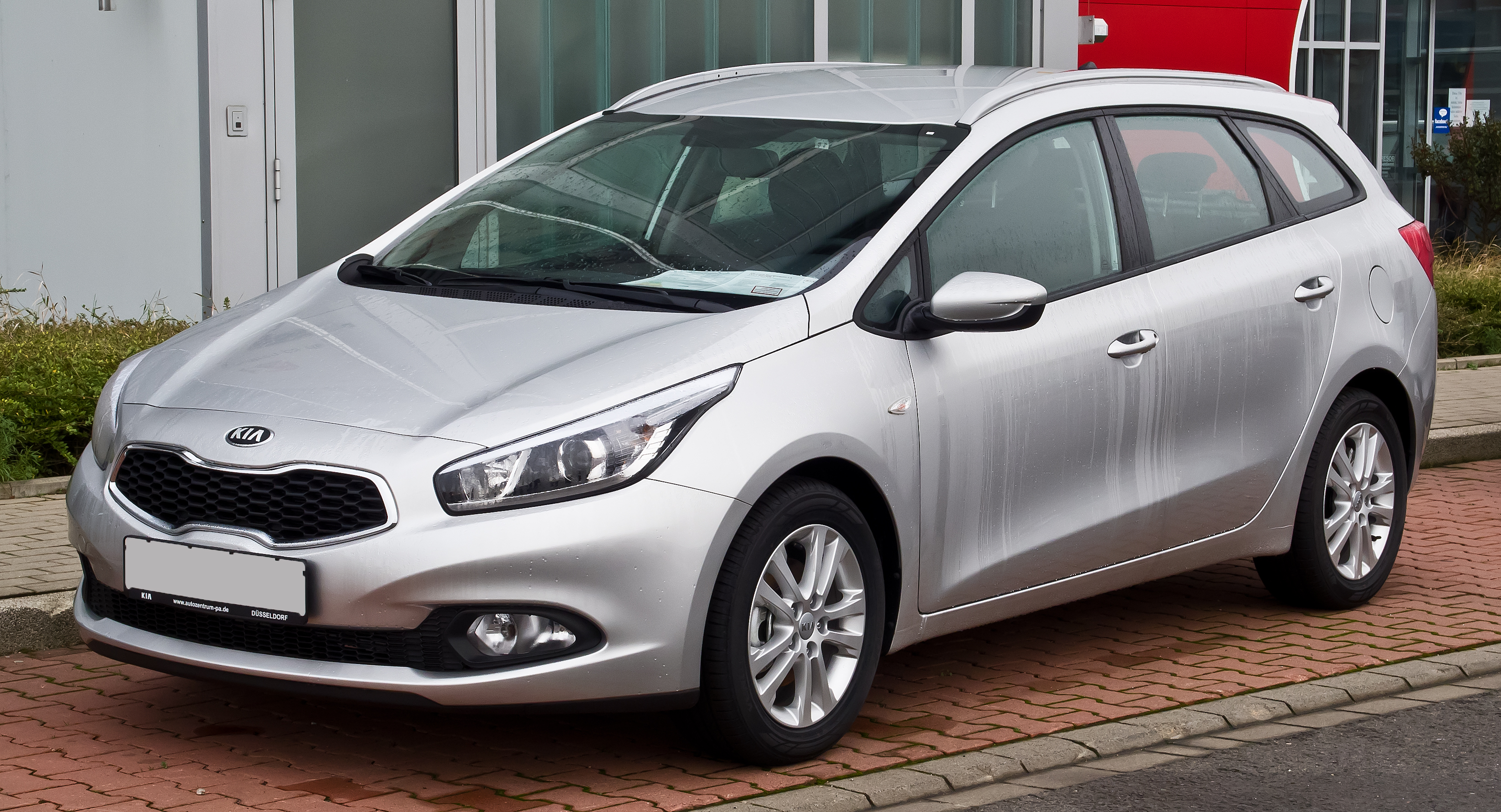
Kia Cee'd
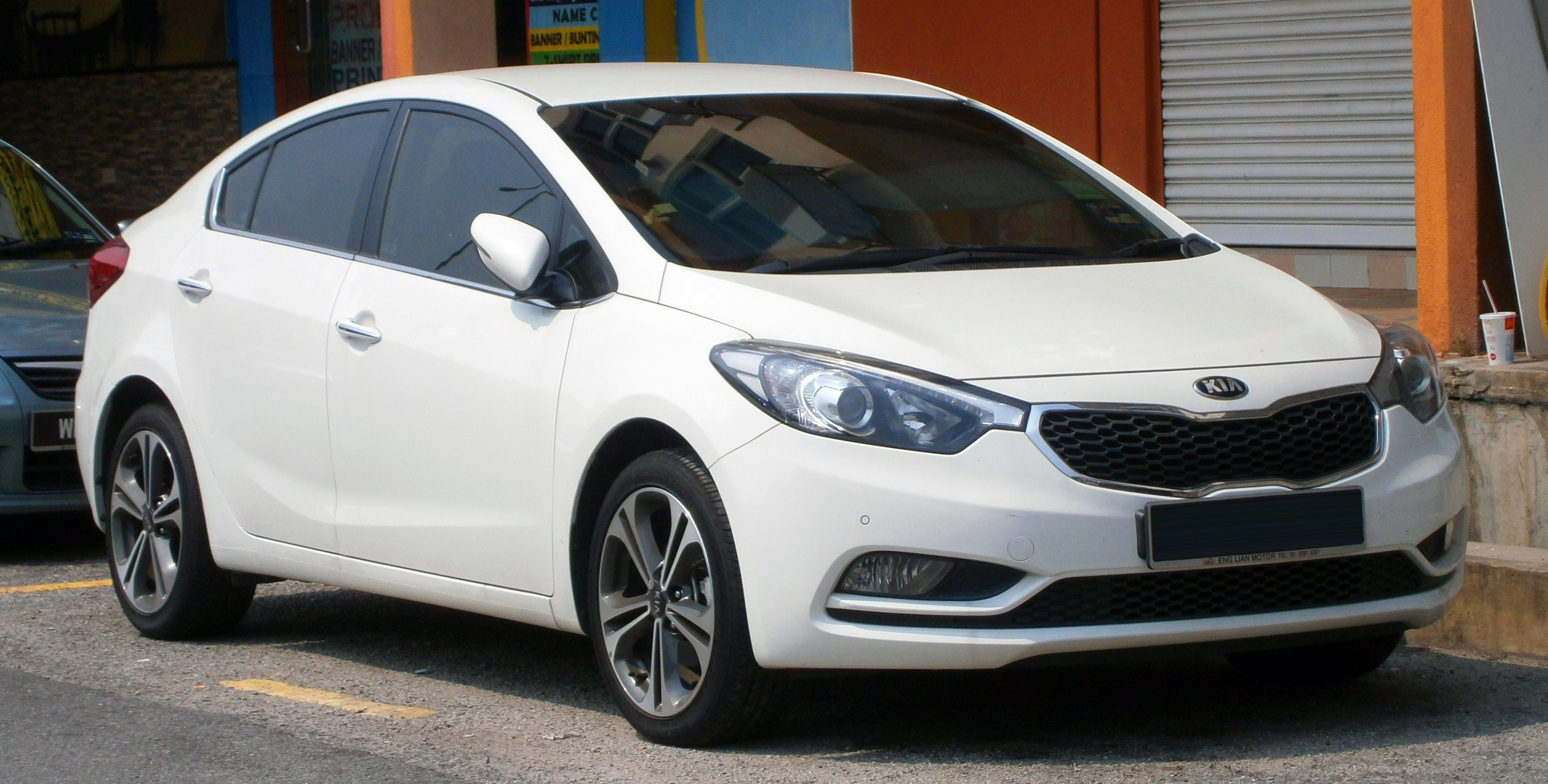
Kia Cerato
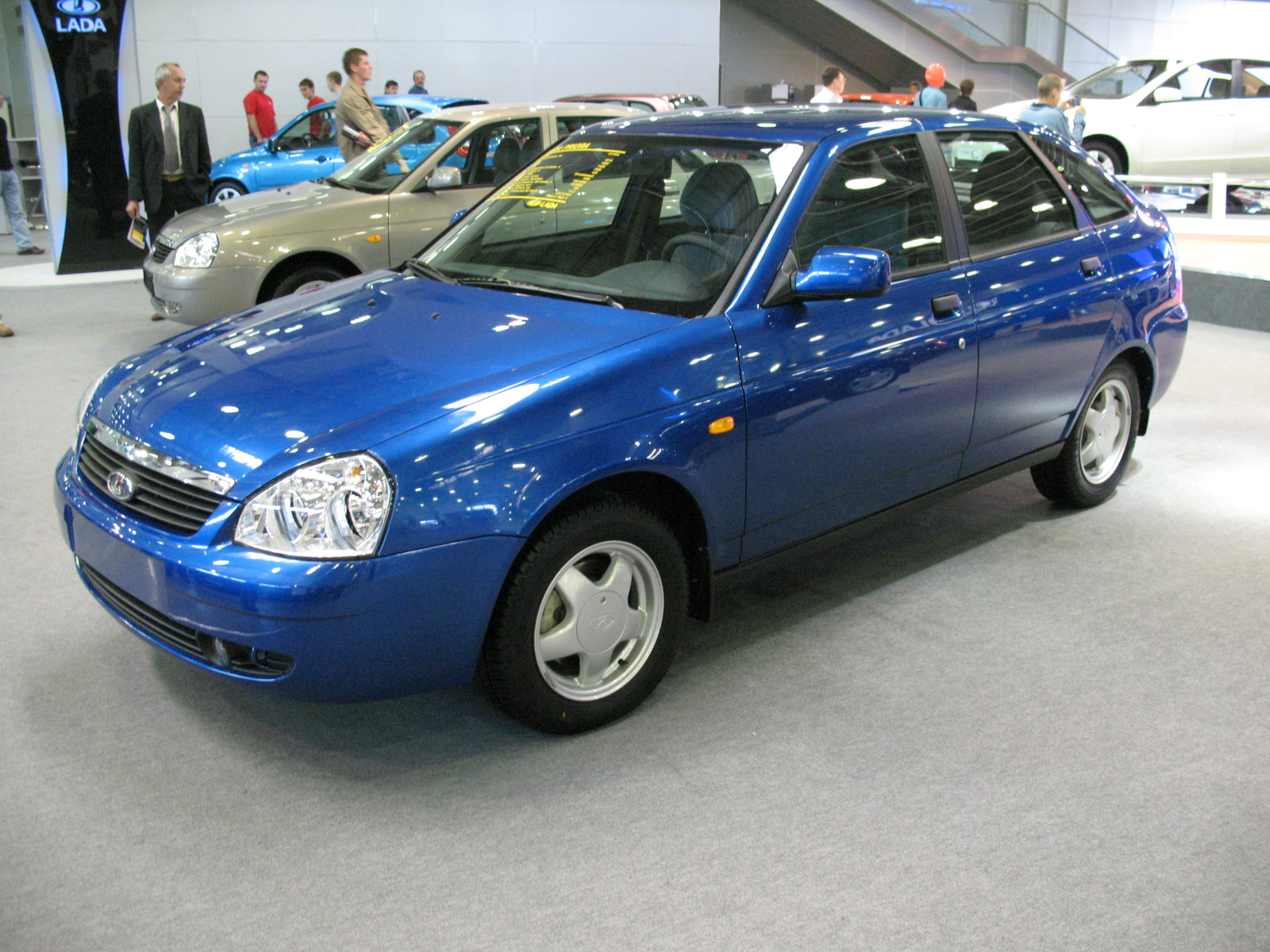
Lada Priora
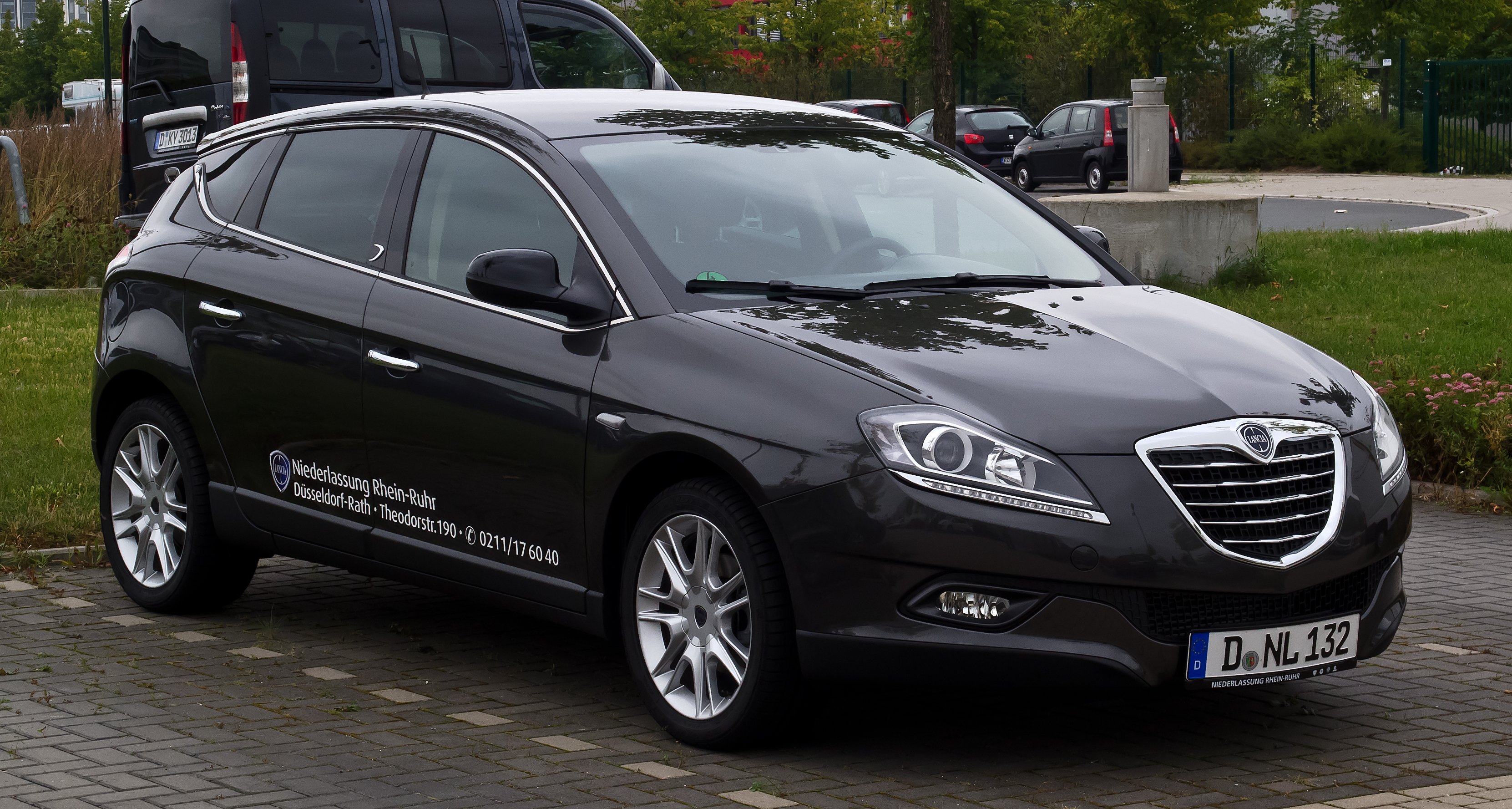
Lancia Delta
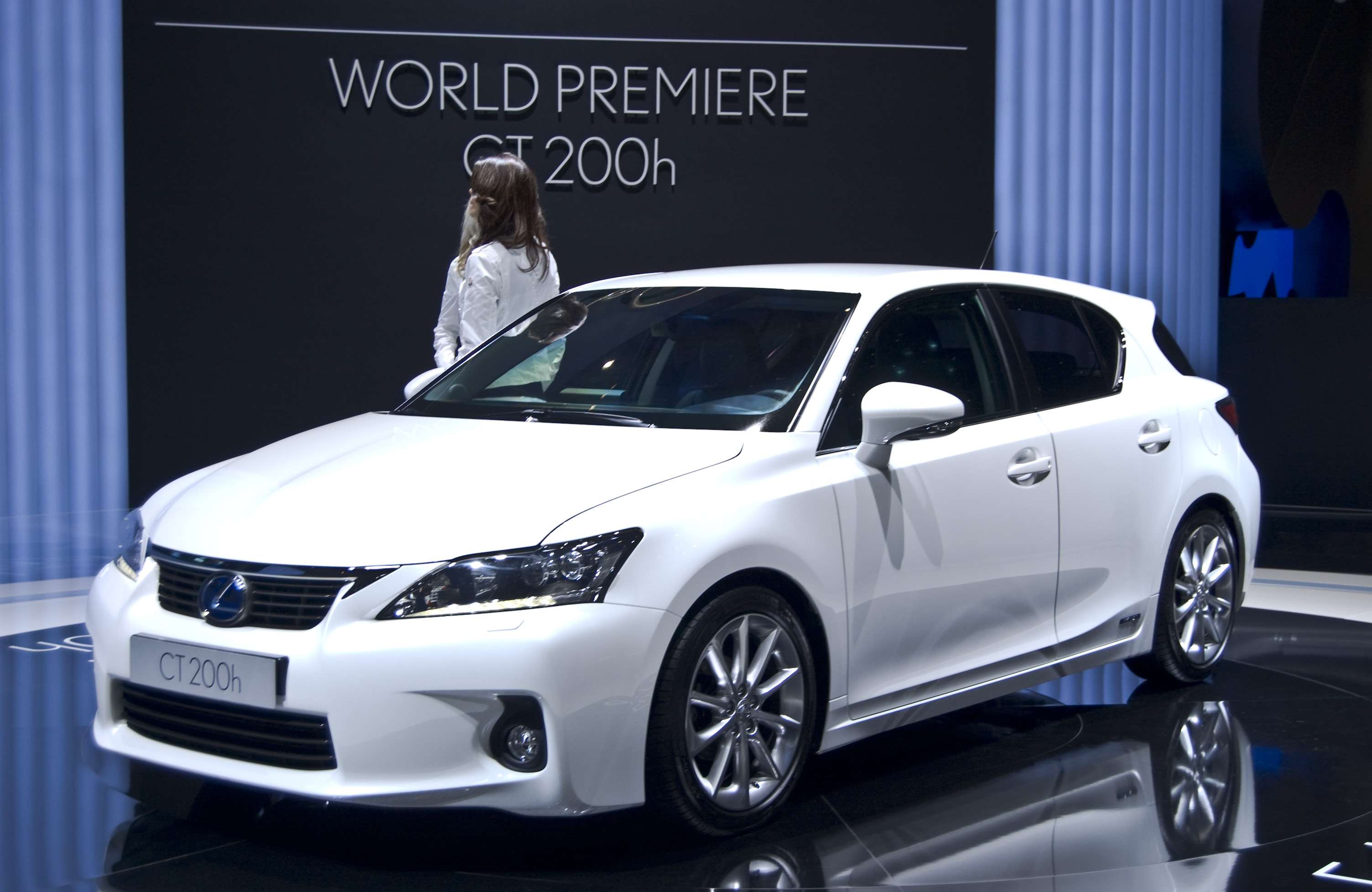
Lexus CT
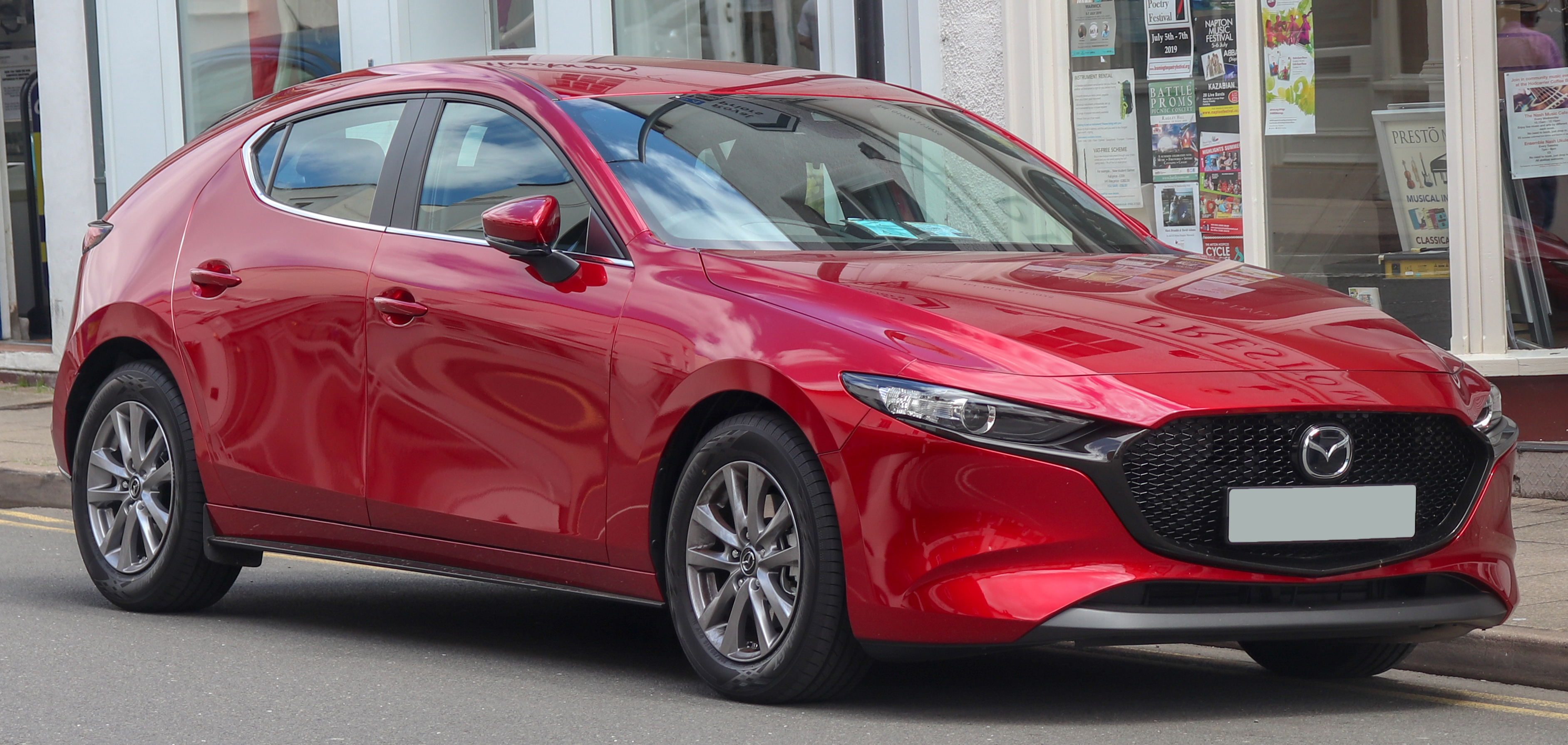
Mazda 3
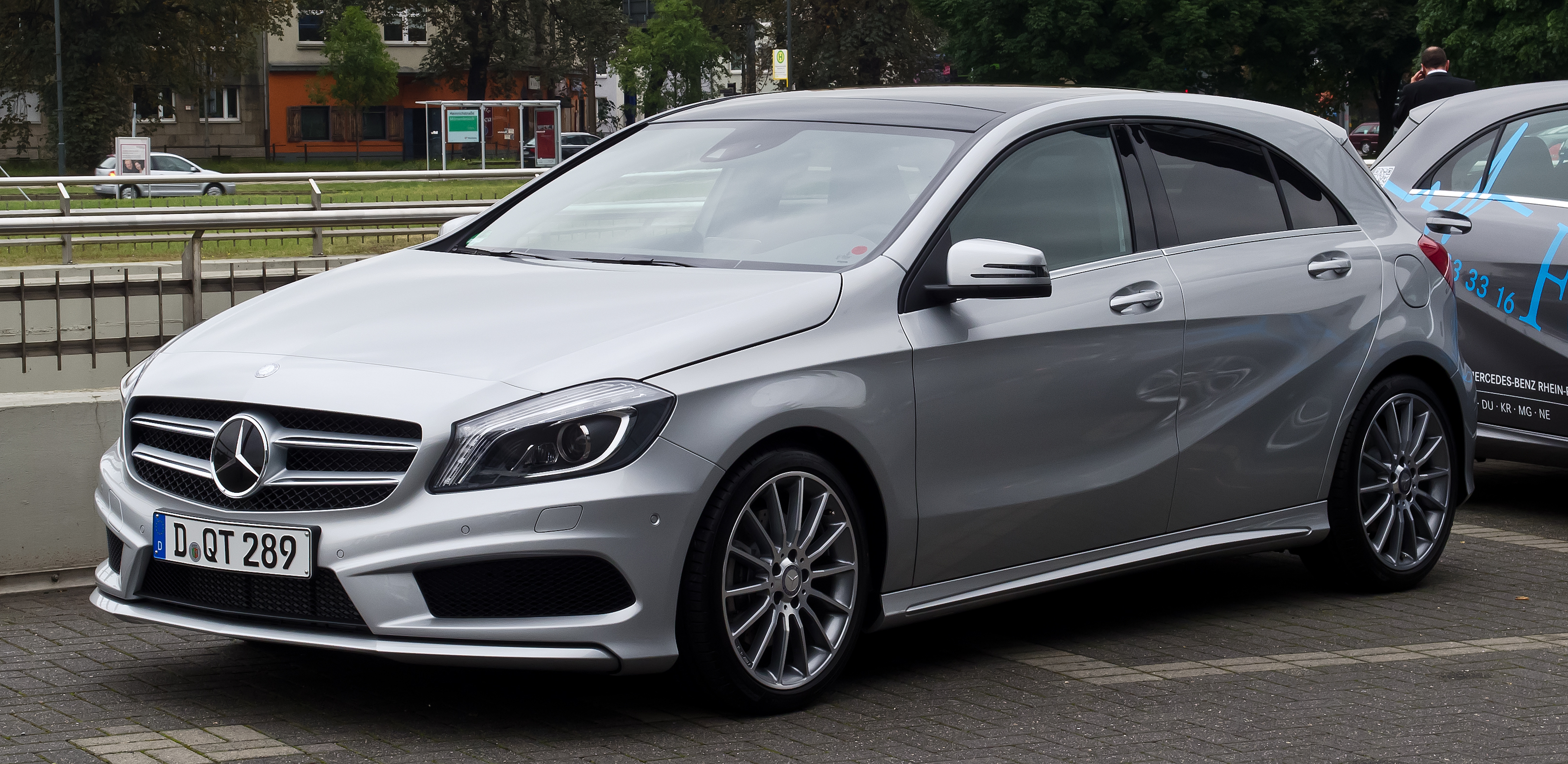
Mercedes-Benz A-Клас
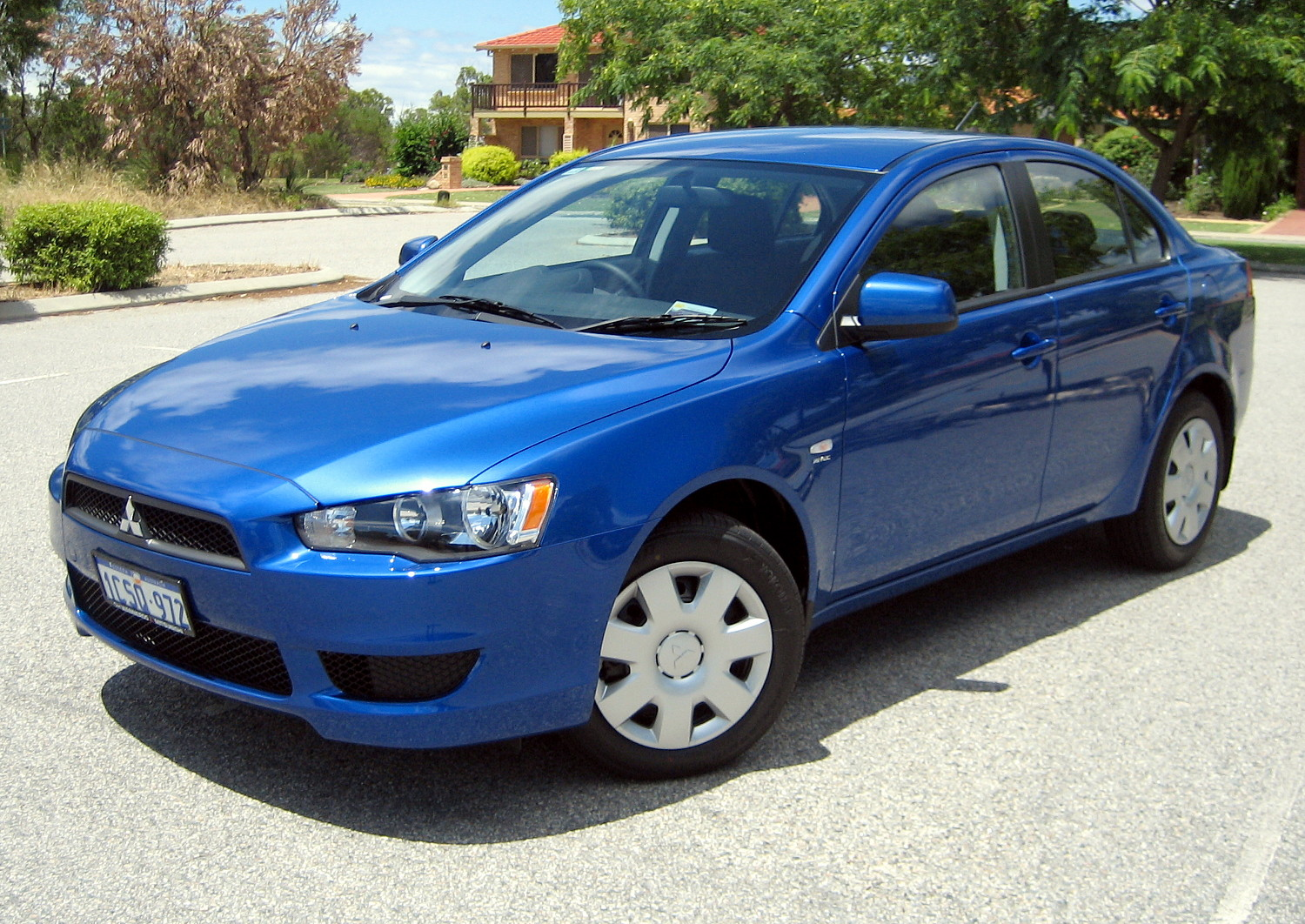
Mitsubishi Lancer
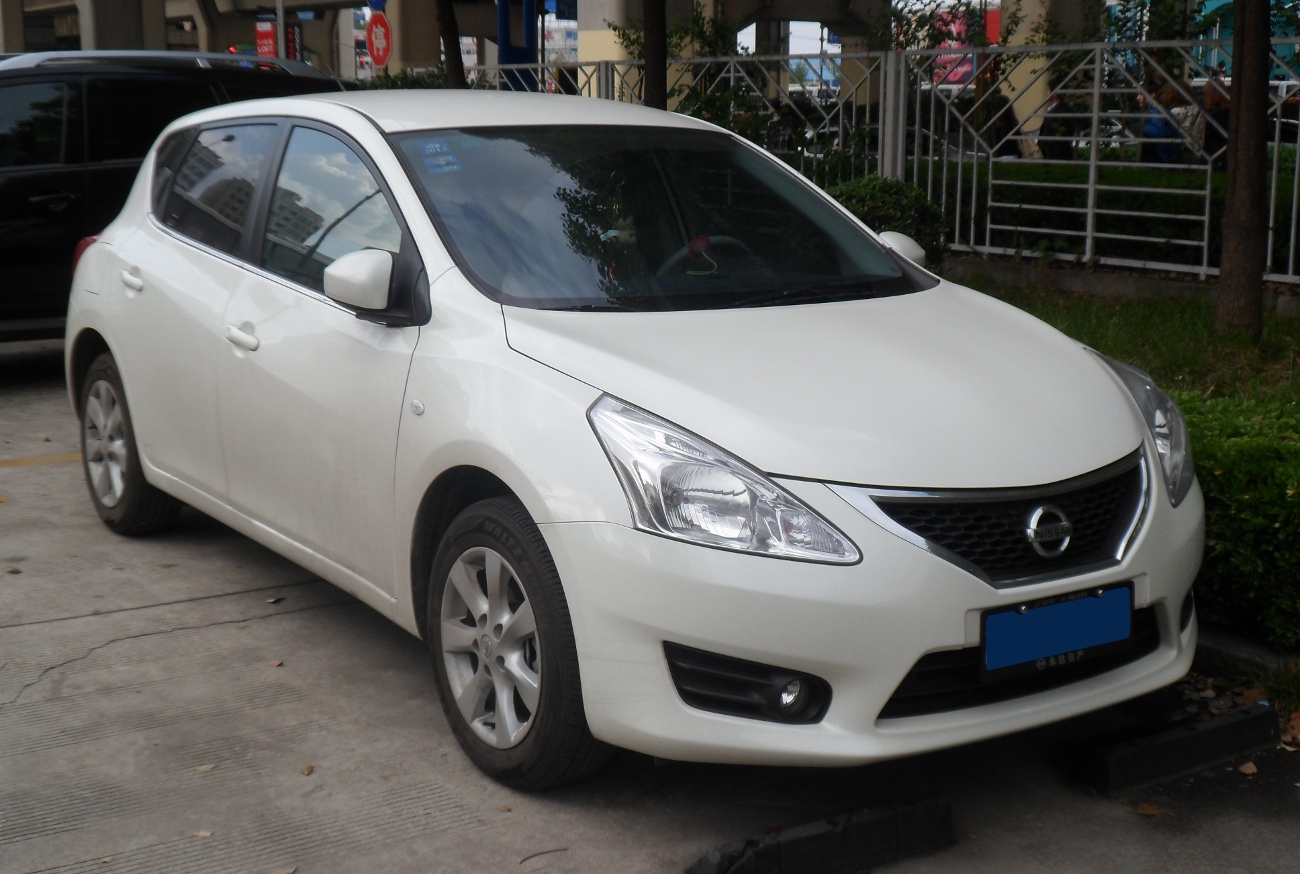
Nissan Tiida
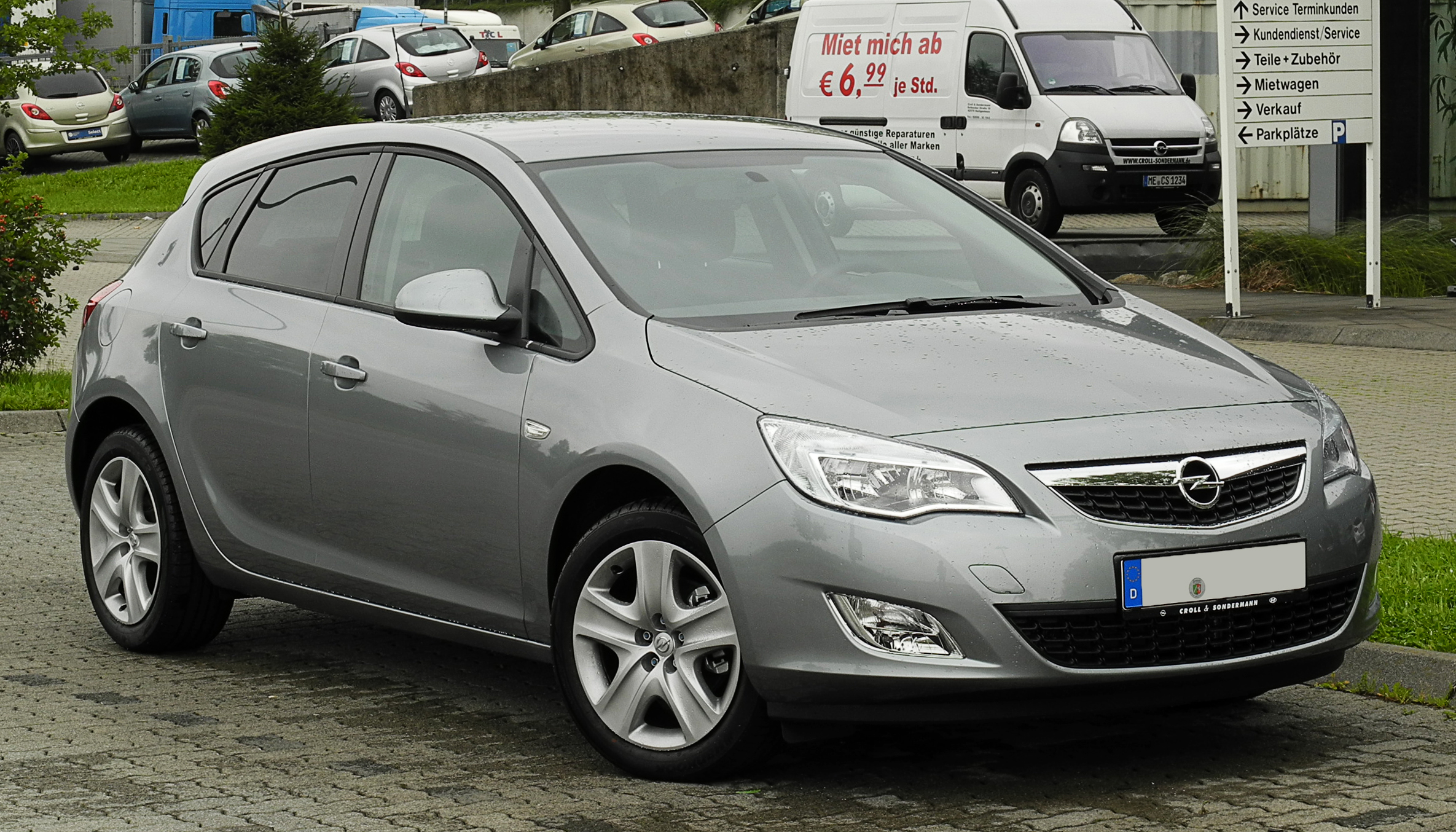
Opel Astra
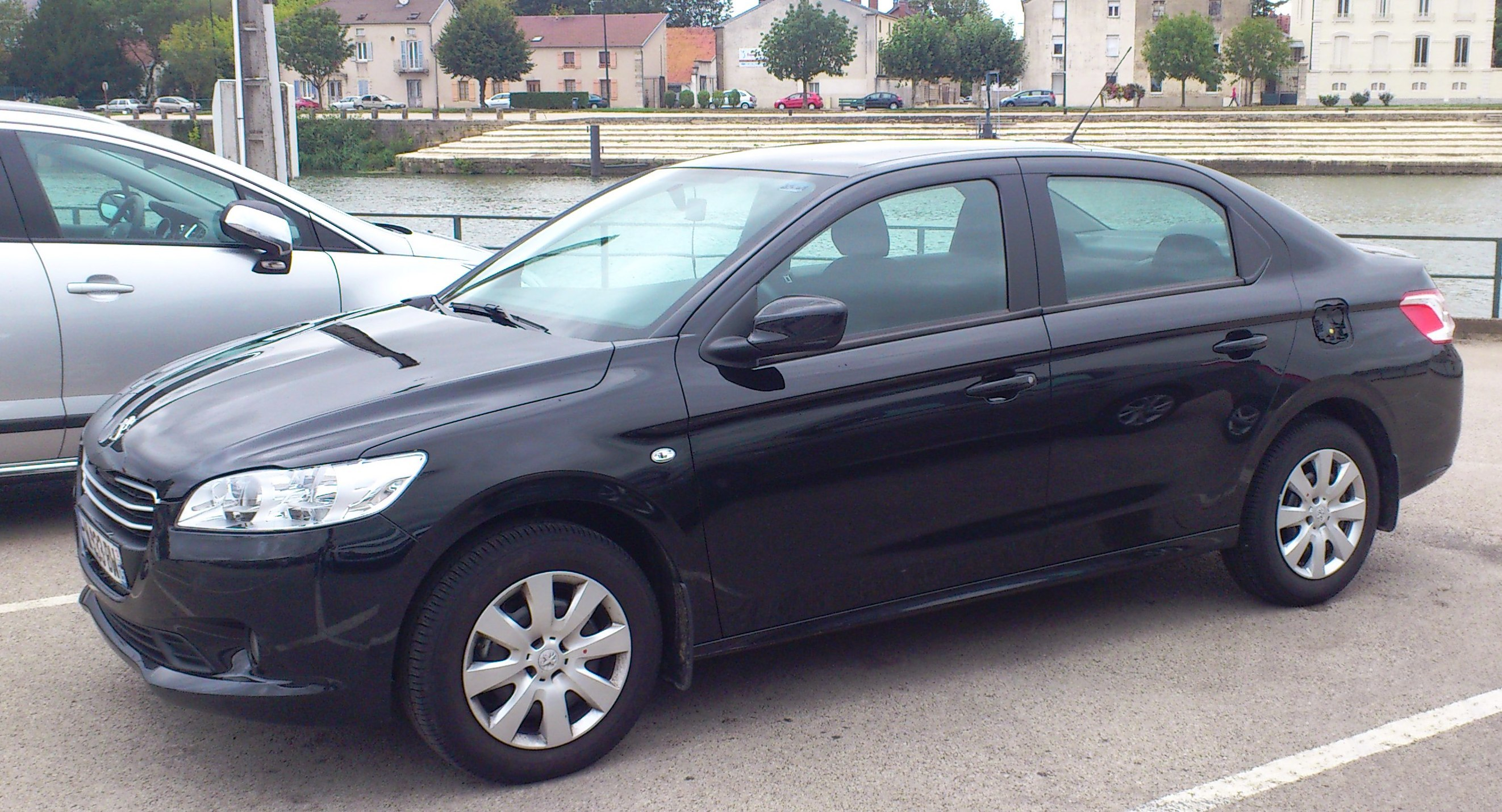
Peugeot 301
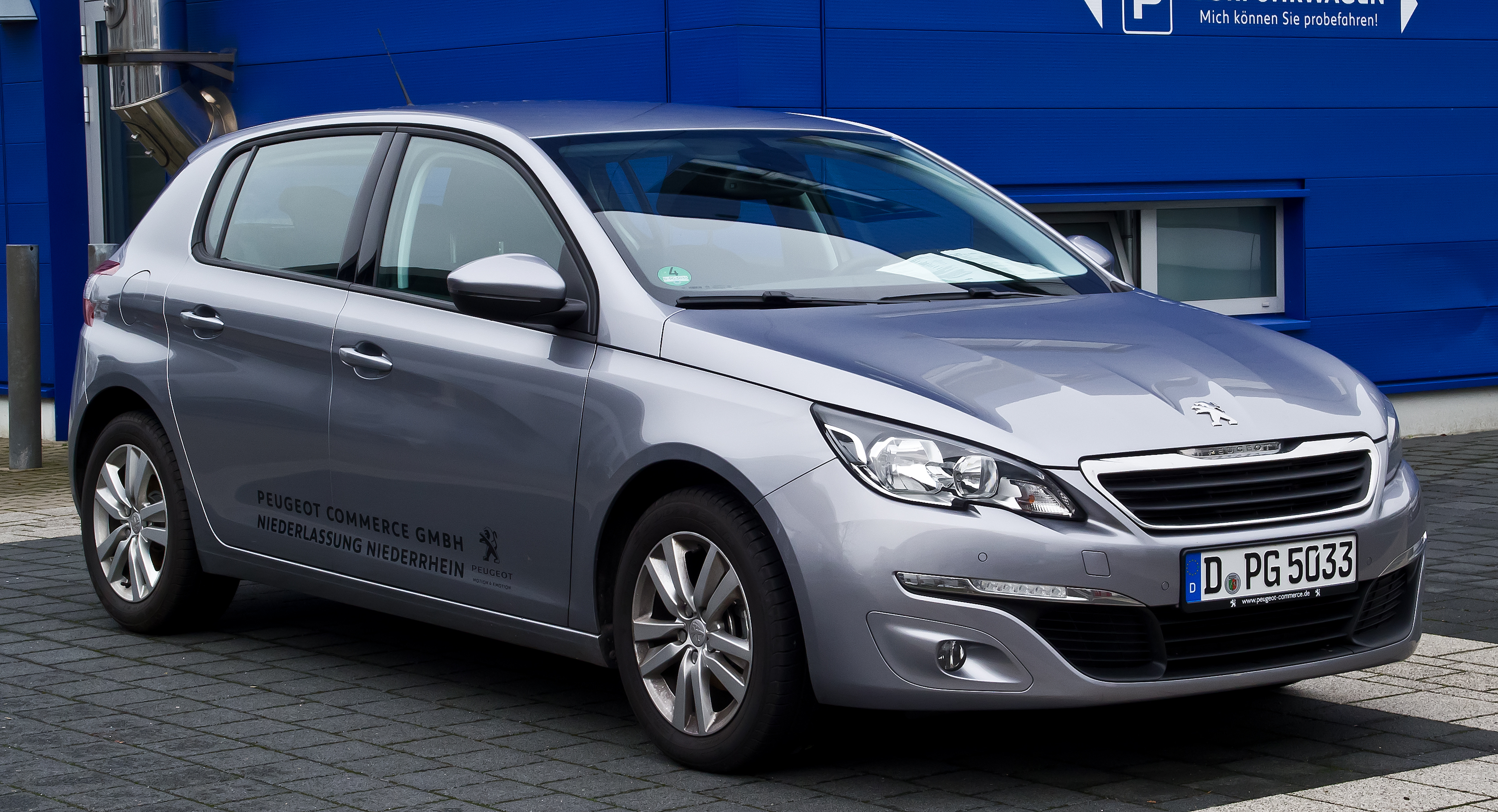
Peugeot 308
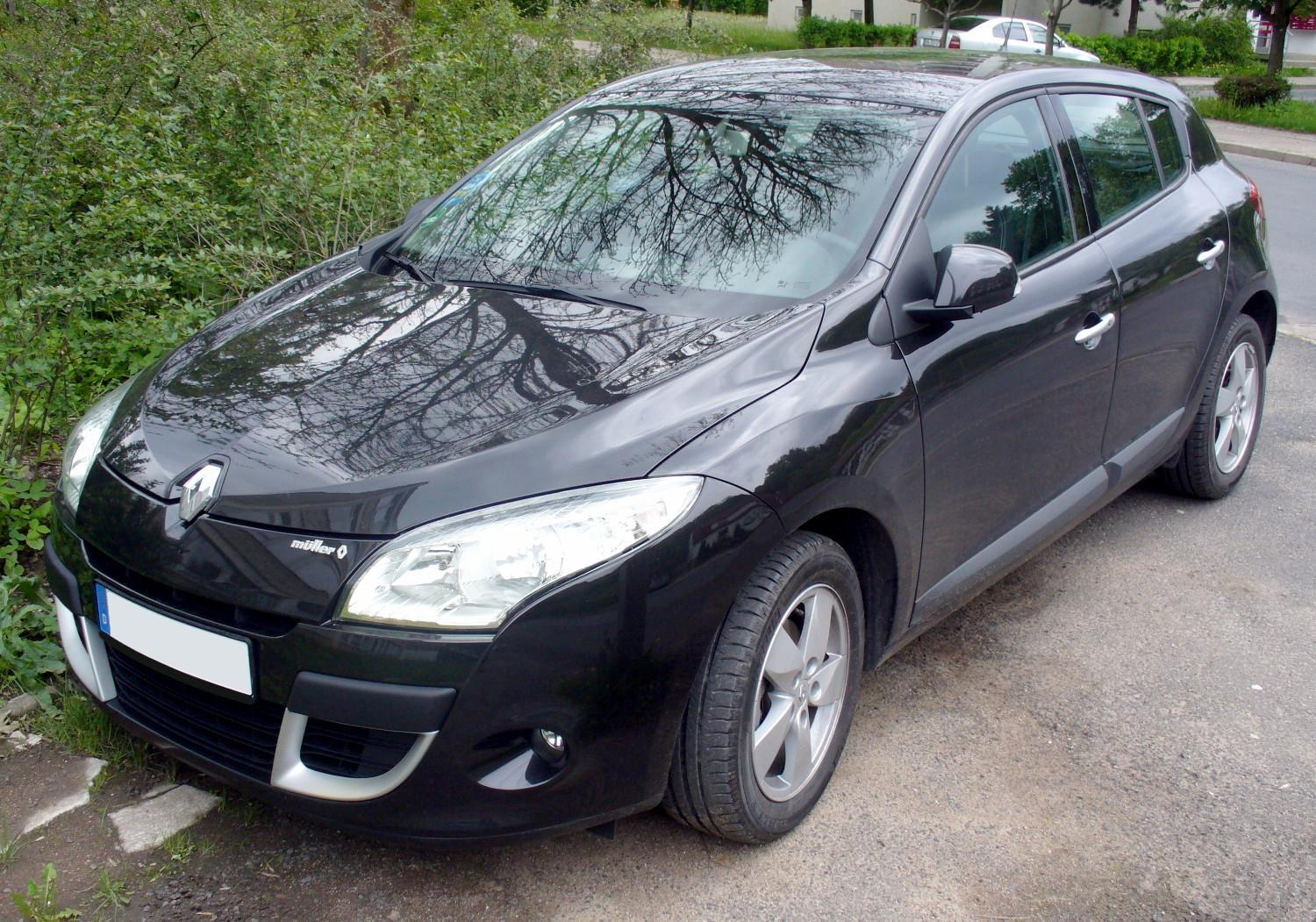
Renault Mégane
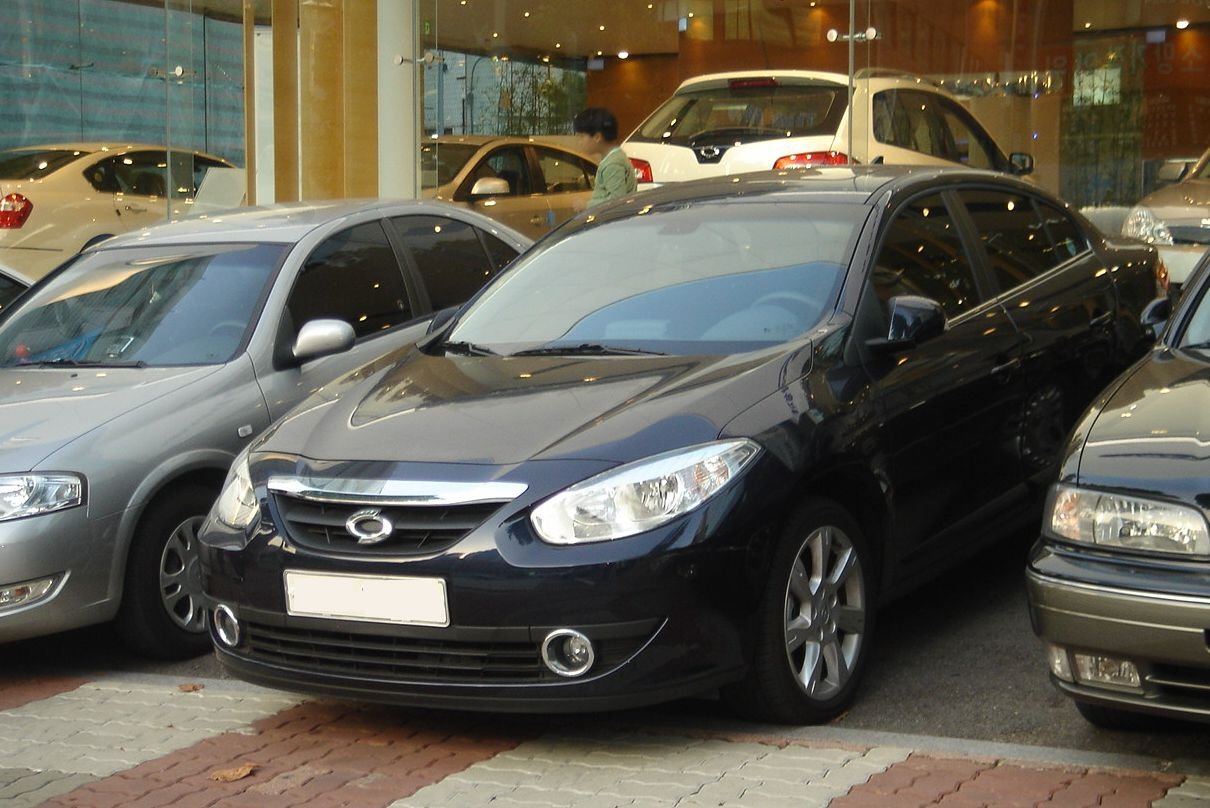
Samsung SM3
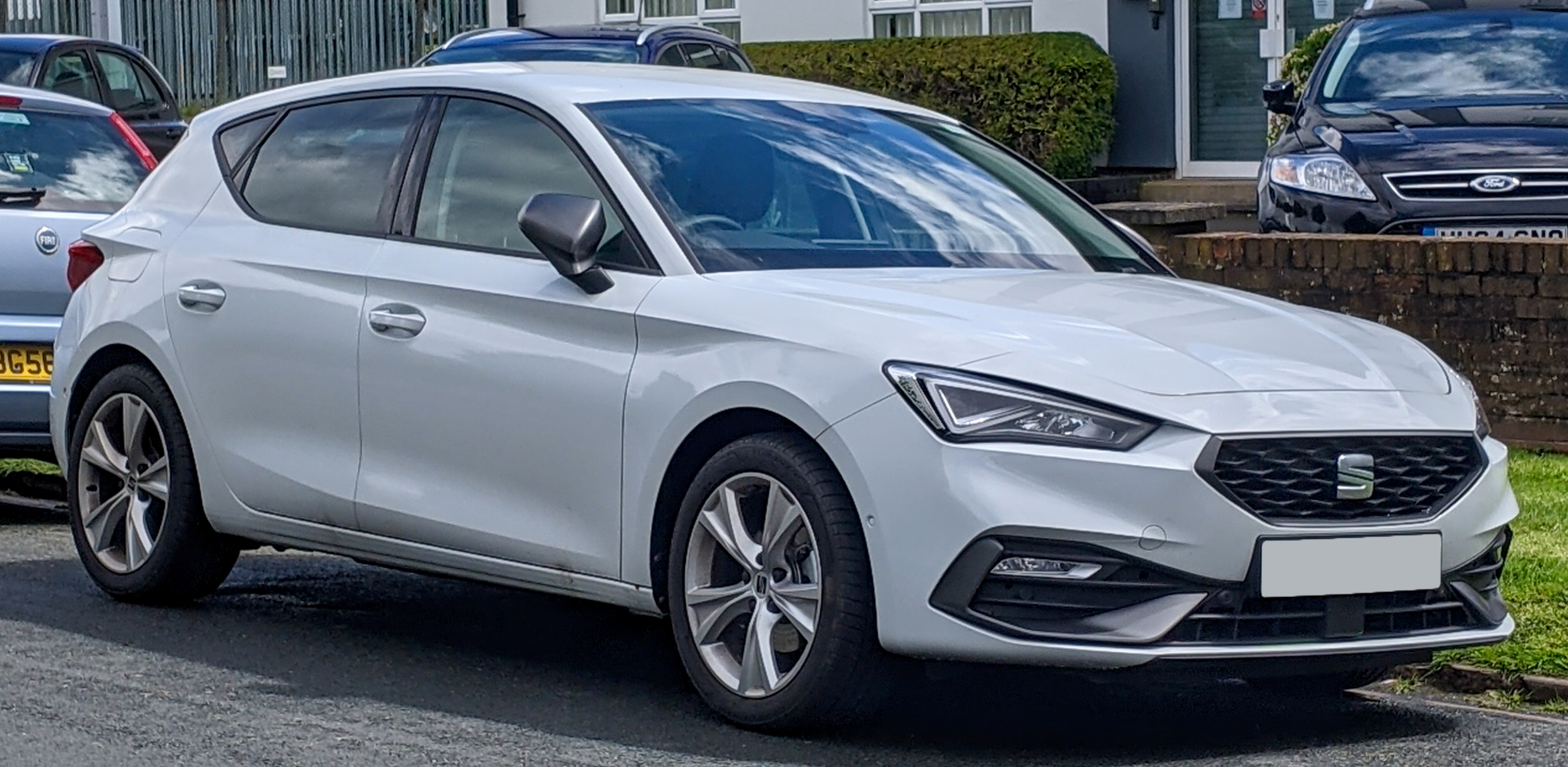
SEAT León
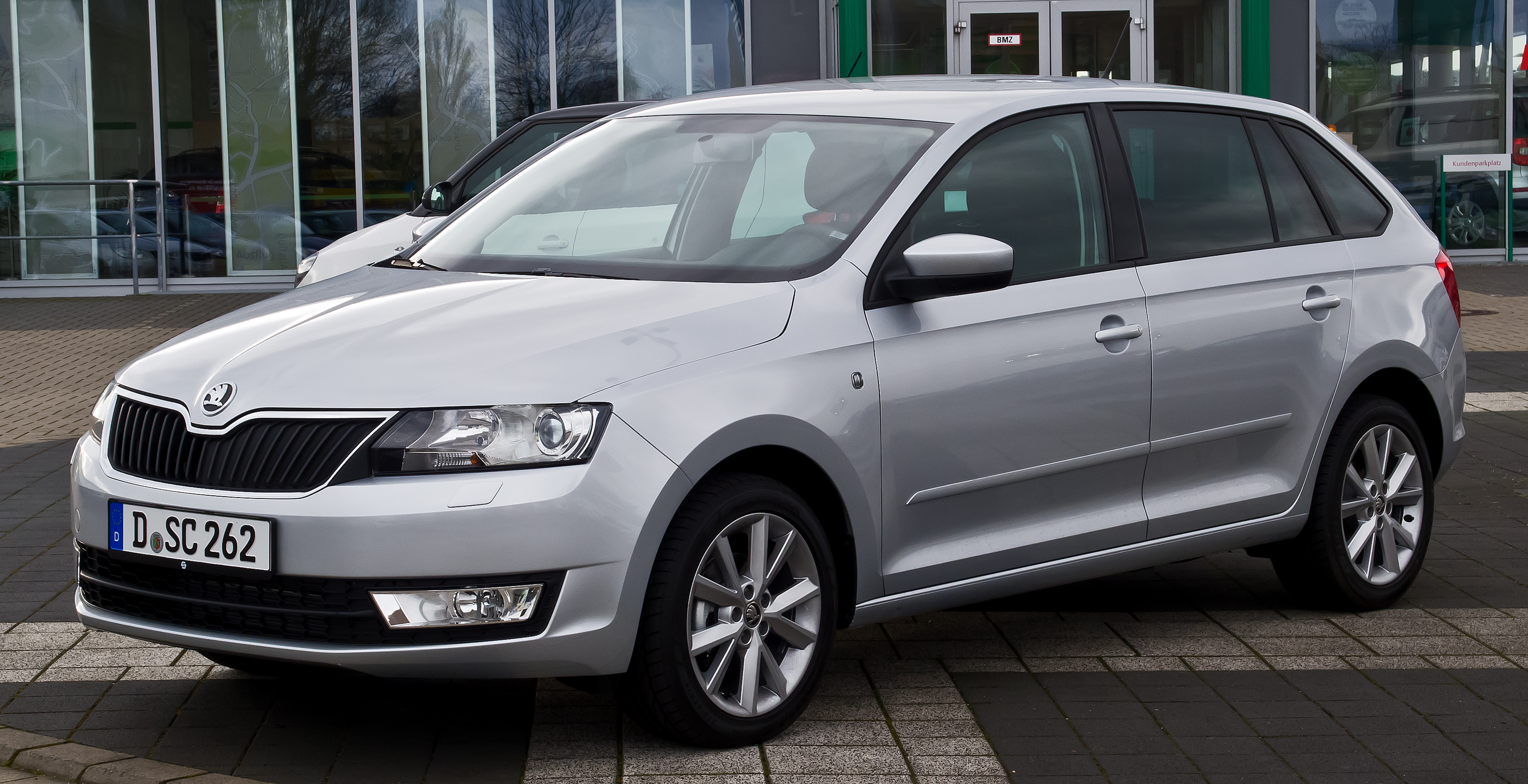
Škoda Rapid
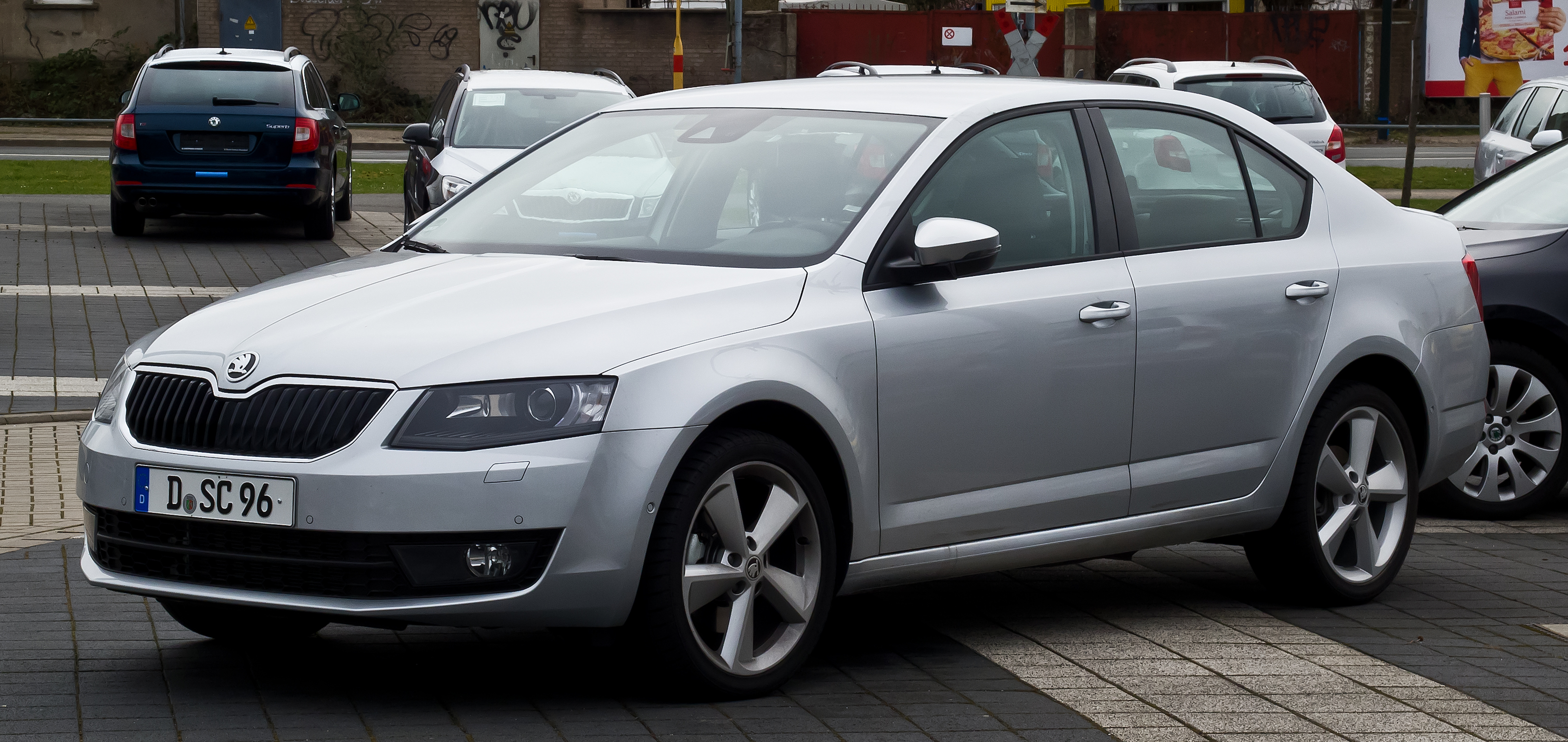
Škoda Octavia
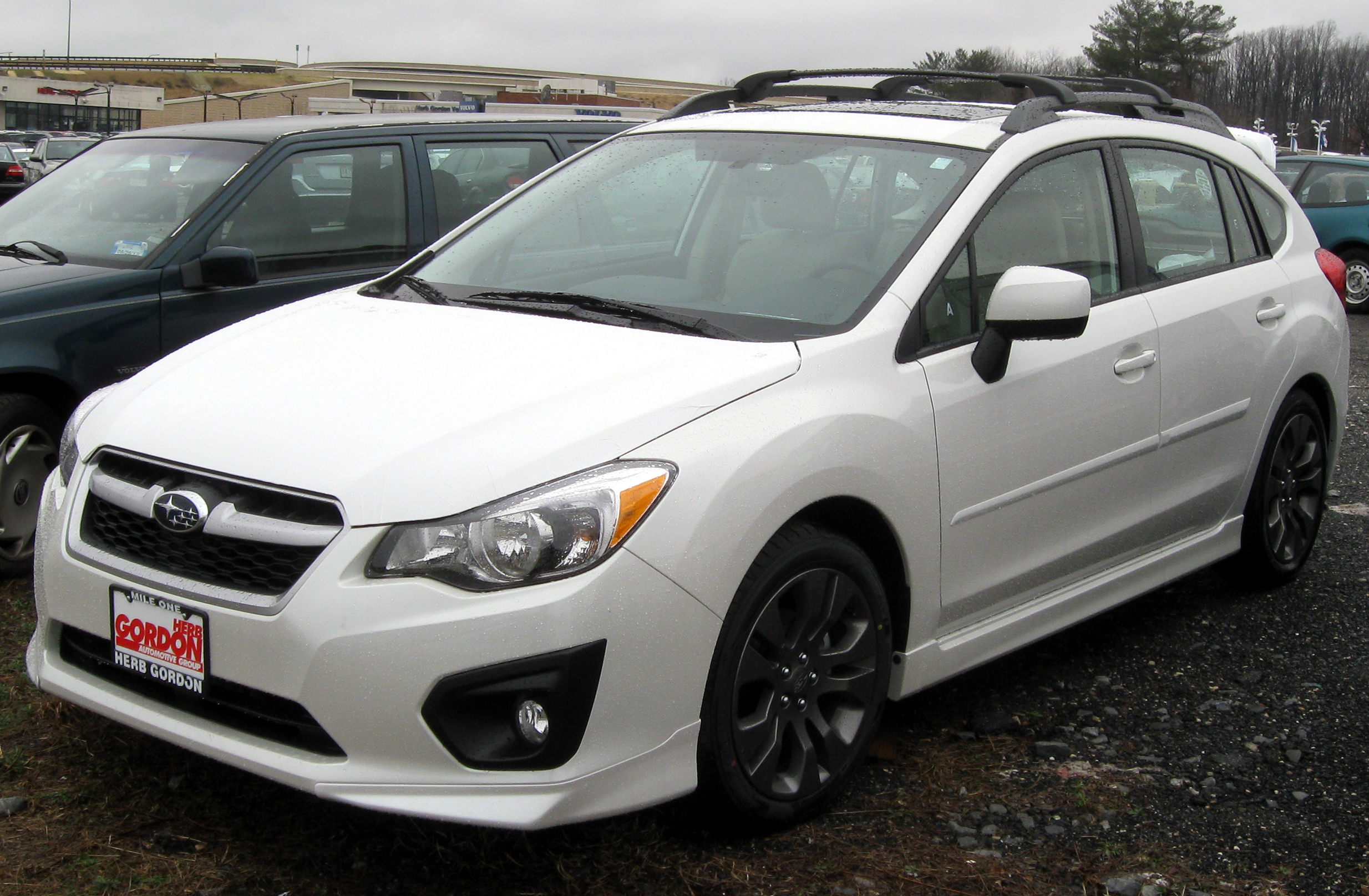
Subaru Impreza
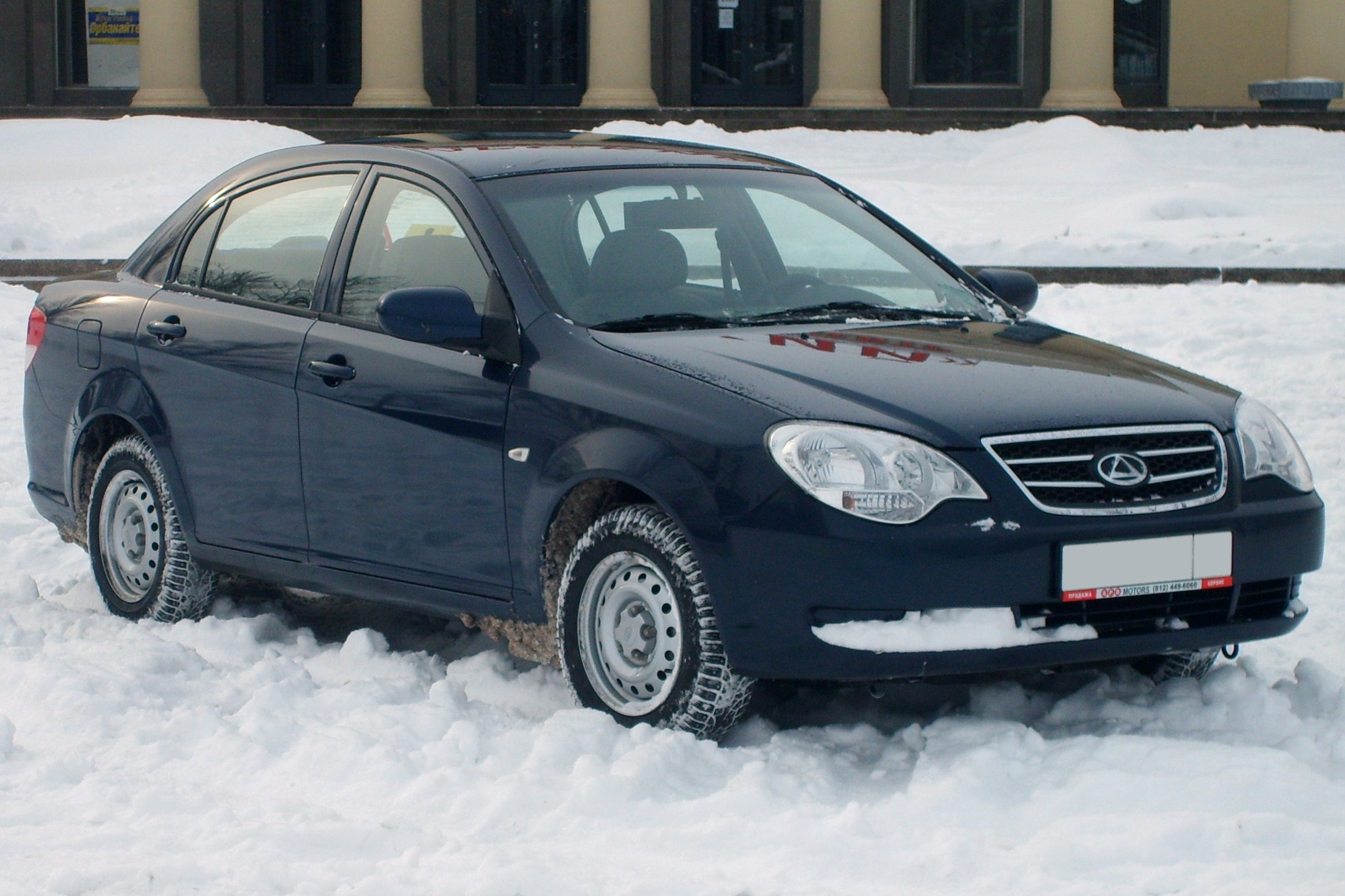
Tagaz Vega
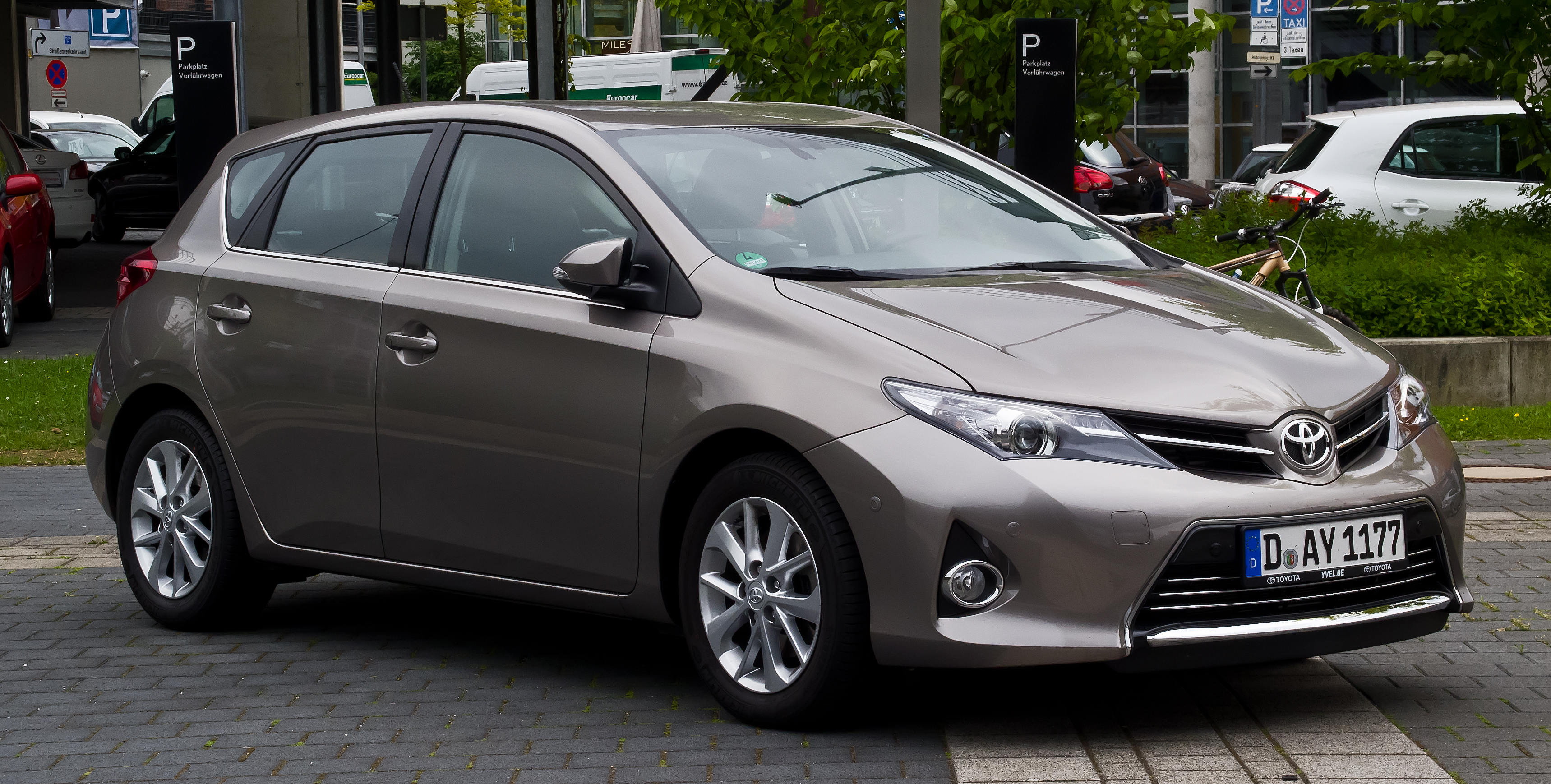
Toyota Auris
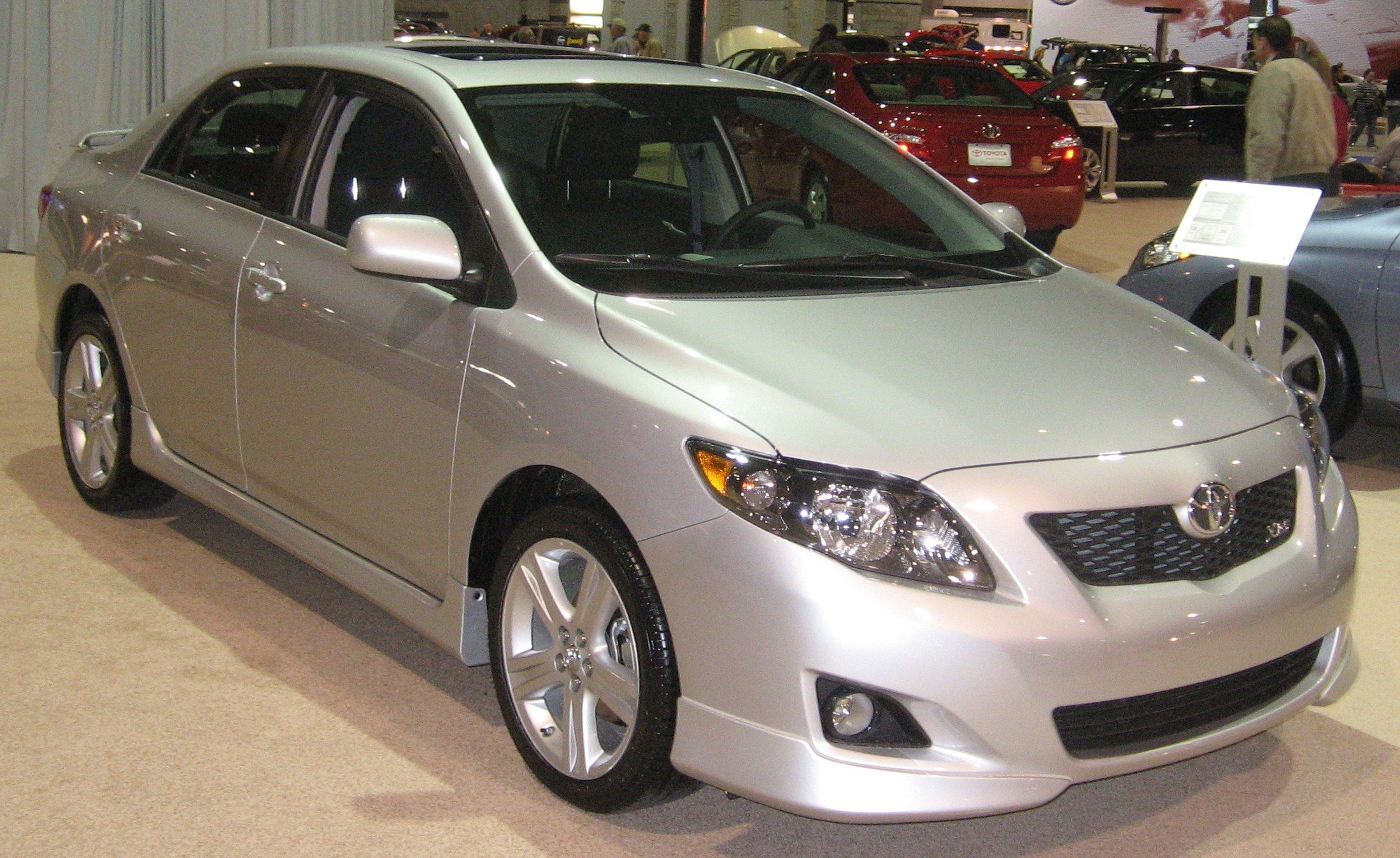
Toyota Corolla
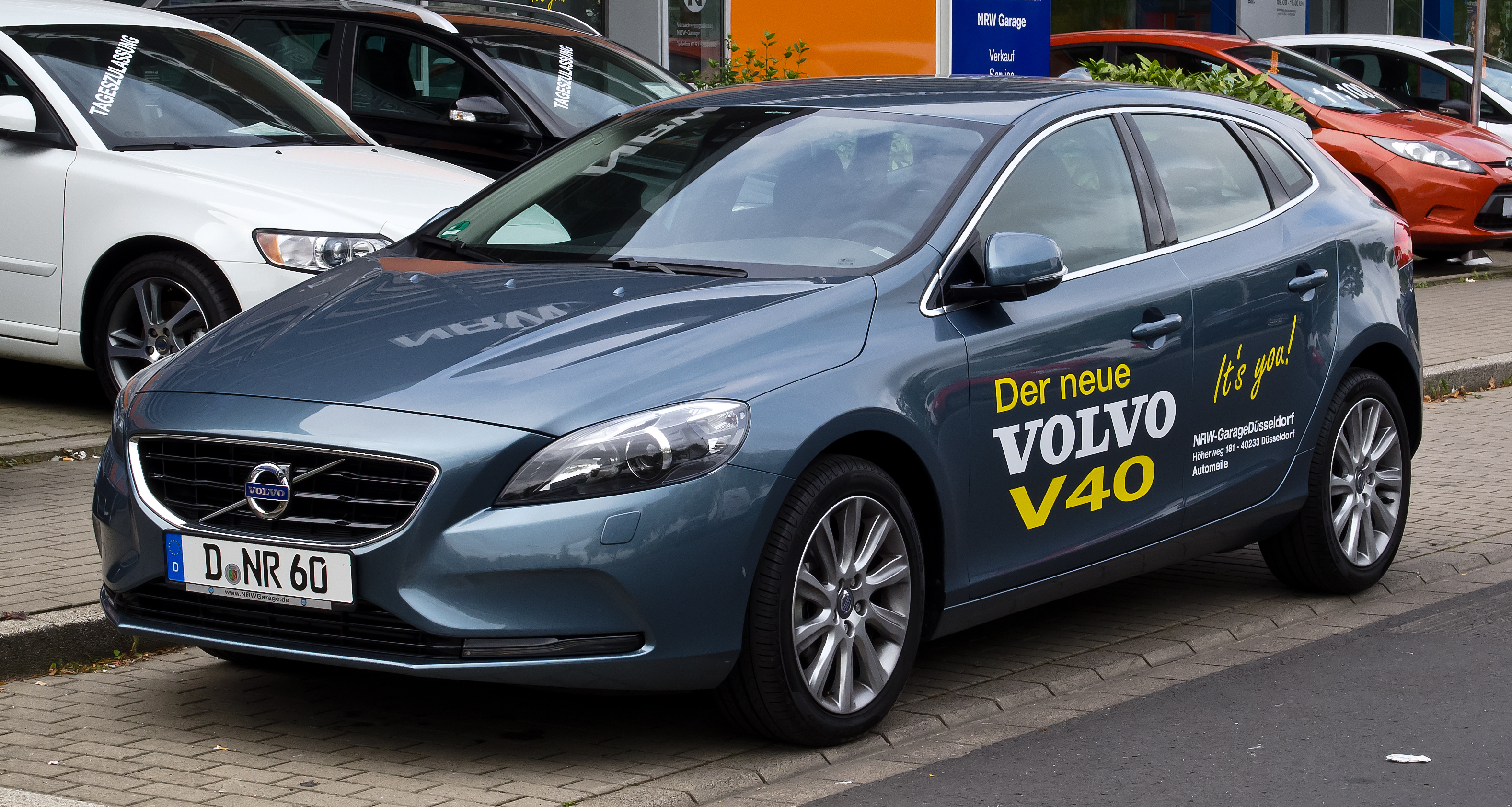
Volvo V40
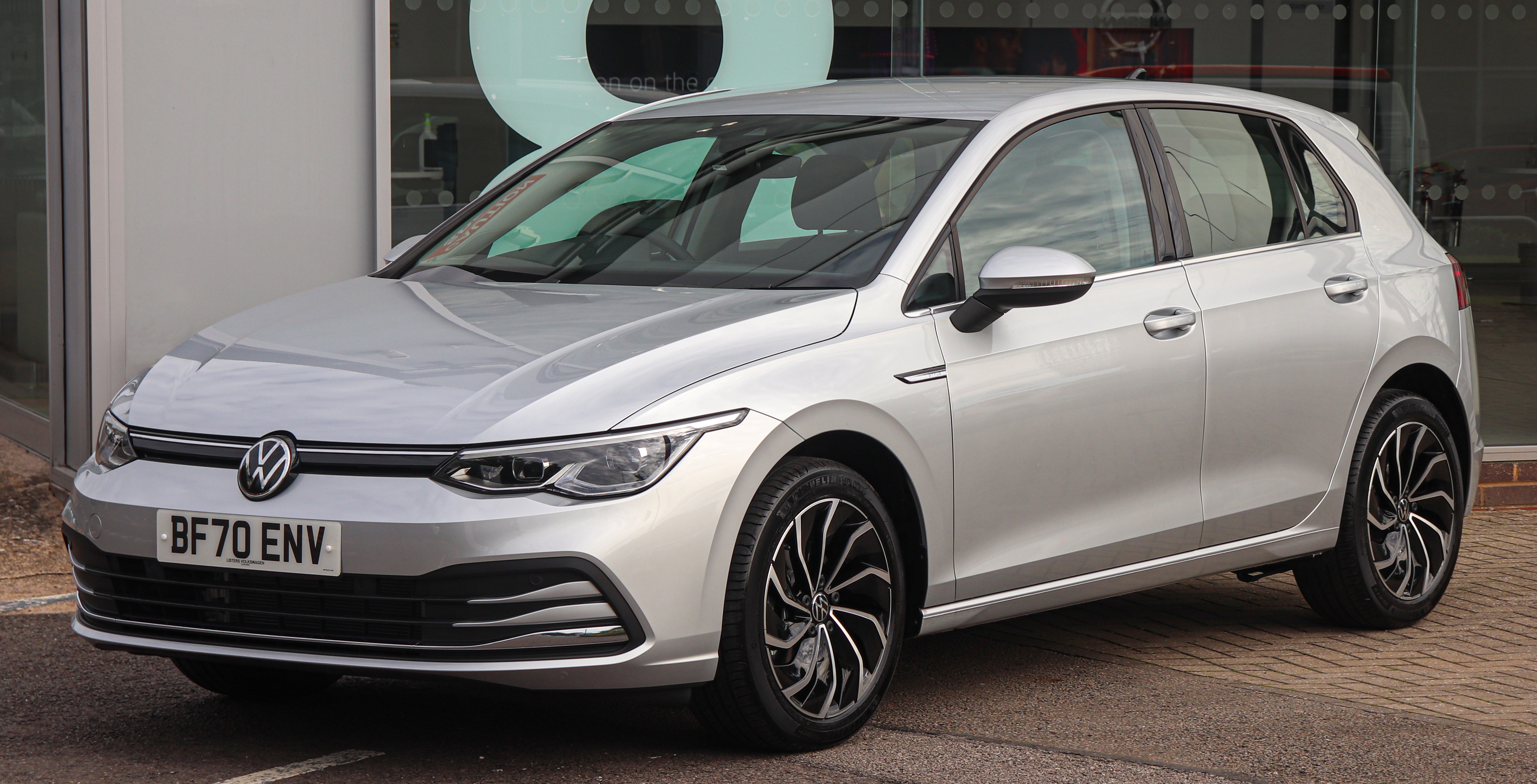
Volkswagen Golf
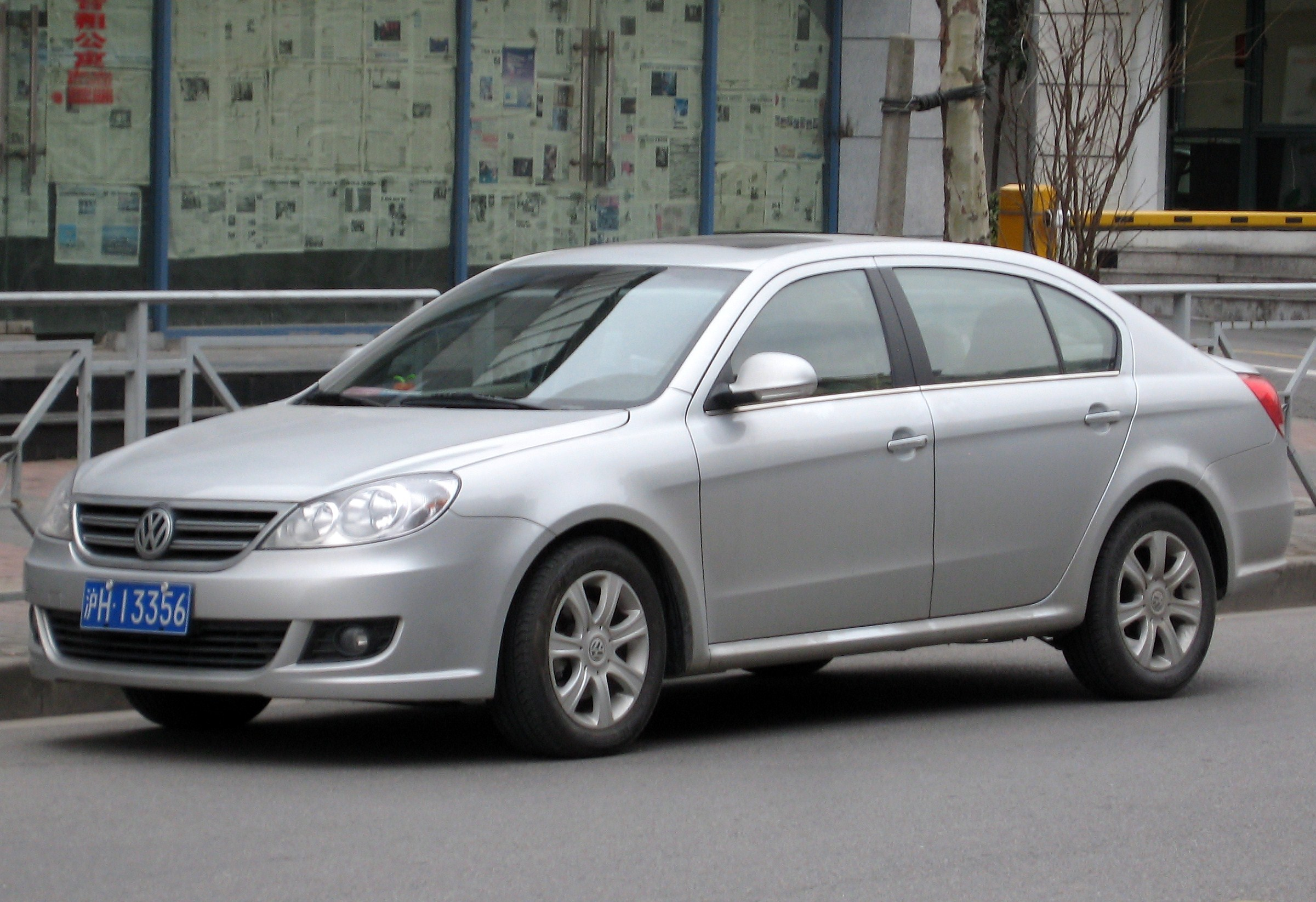
Volkswagen Lavida
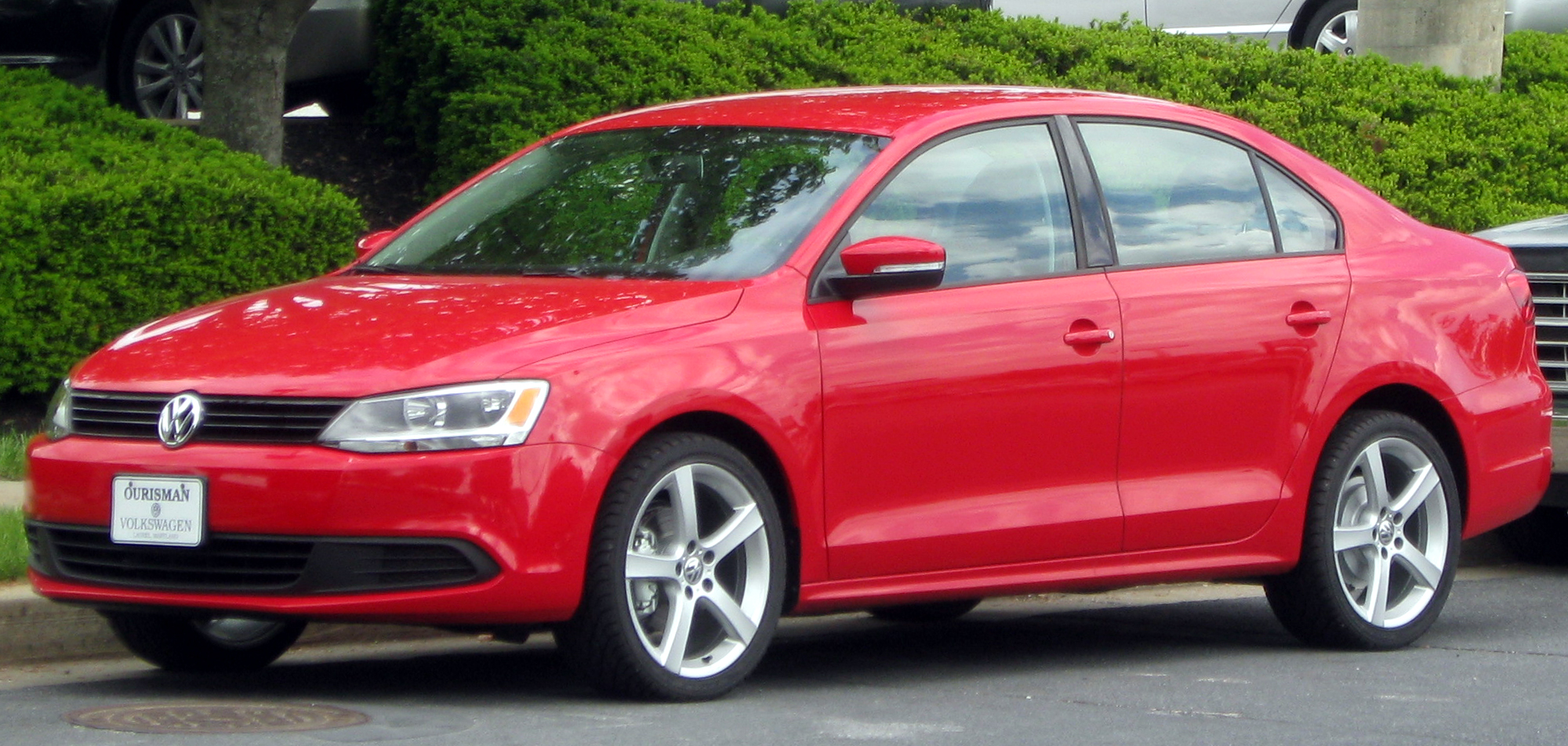
Volkswagen Jetta
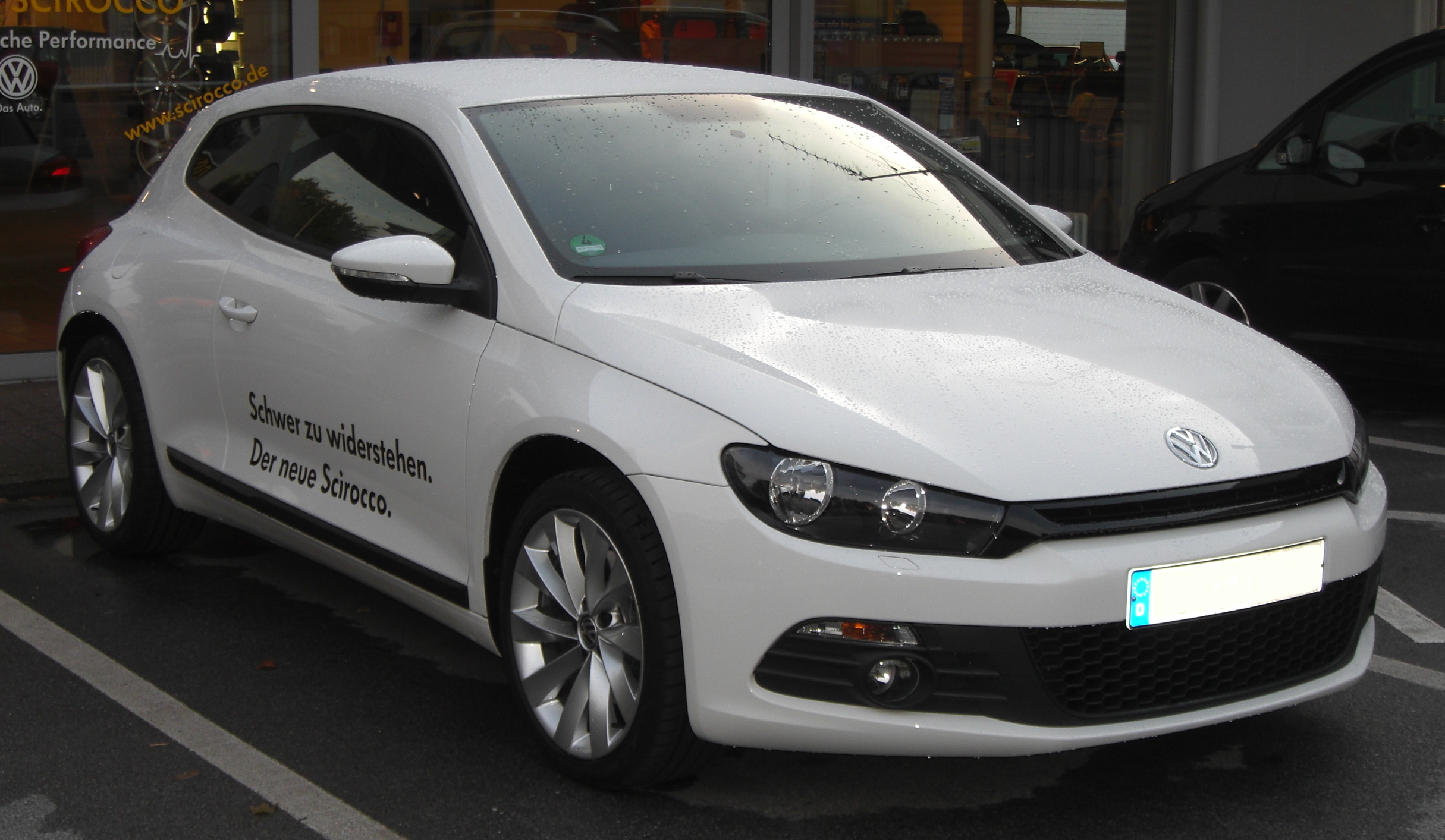
Volkswagen Scirocco
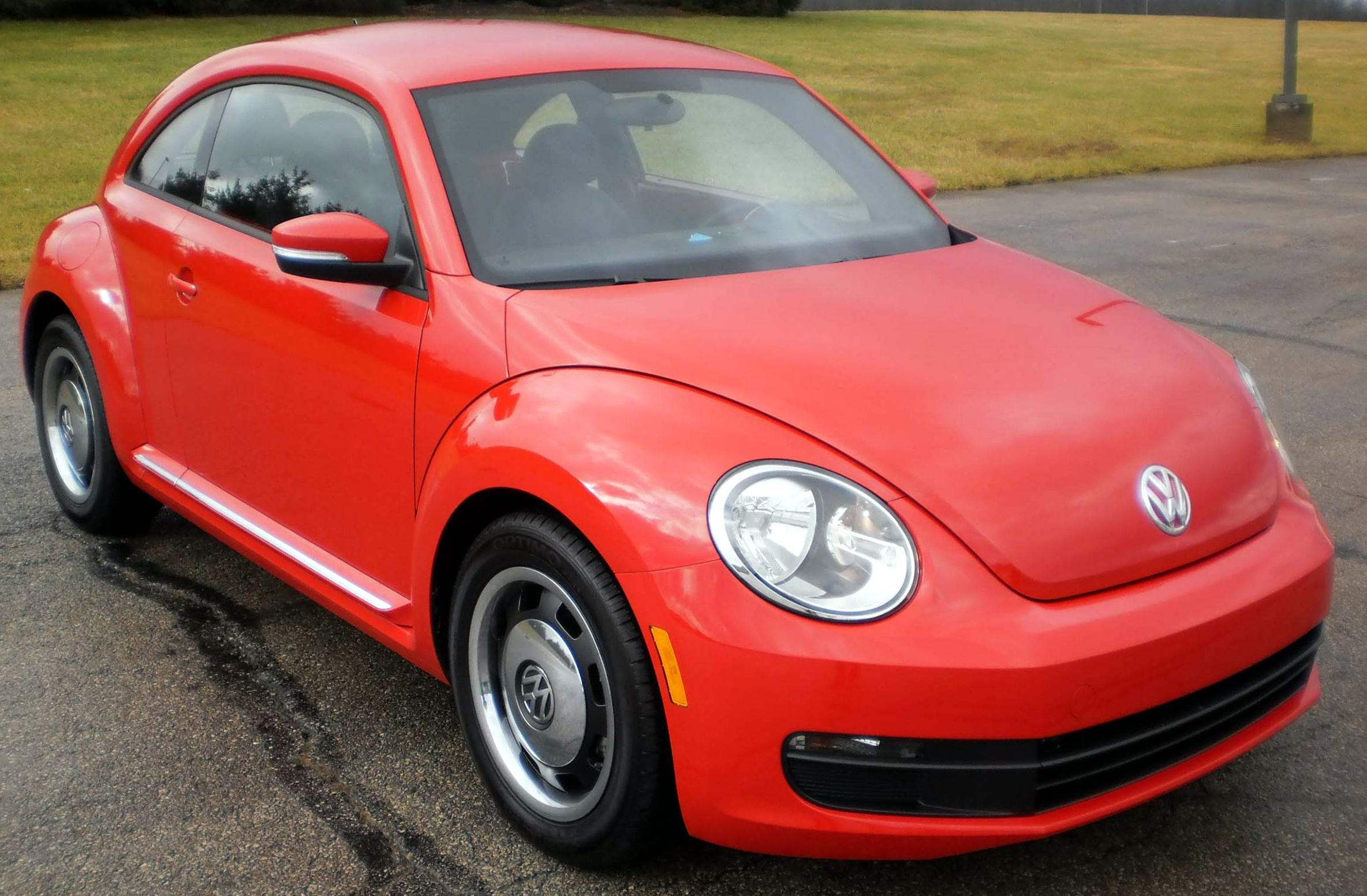
Volkswagen Beetle